# Liste der Biografien/Kram
Liste der Biografien |
Portal Biografien |
Personensuche
# |
A |
B |
C |
D |
E |
F |
G |
H |
I |
J |
K |
L |
M |
N |
O |
P |
Q |
R |
S |
T |
U |
V |
W |
X |
Y |
Z |
?
 
Ka |
Kb |
Kc |
Kd |
Ke |
Kf |
Kg |
Kh |
Ki |
Kj |
Kl |
Km |
Kn |
Ko |
Kp |
Kr |
Ks |
Kt |
Ku |
Kv |
Kw |
Ky |
Kx |
Kz
 
Kra |
Krb |
Krc |
Kre |
Krg |
Krh |
Kri |
Krj |
Krk |
Krl |
Krm |
Krn |
Kro |
Krp |
Krs |
Krt |
Kru |
Kry |
Krz
 
Kraa |
Krab |
Krac |
Krad |
Krae |
Kraf |
Krag |
Krah |
Krai |
Kraj |
Krak |
Kral |
Kram |
Kran |
Krap |
Krar |
Kras |
Krat |
Krau |
Krav |
Kraw |
Krax |
Kray |
Kraz
Die Liste der Biografien führt alle Personen auf, die in der deutschsprachigen Wikipedia einen Artikel haben. Dieses ist eine Teilliste mit 524 Einträgen von Personen, deren Namen mit den Buchstaben „Kram“ beginnt.

## Kram
- Kram, Christian FP (* 1968), deutscher Komponist
- Kram, Franz (1516–1568), deutscher Rechtswissenschaftler und kurfürstlich sächsischer Kanzler
- Kram, Johannes (* 1967), deutscher Autor, Textdichter, Blogger und Marketingstratege
- Kram, Joseph (1852–1874), deutscher Mundartdichter
- Kram, Wolfgang (* 1941), deutscher Basketballfunktionär

### Krama
- Kramann, Augustin (* 1950), deutscher Schauspieler
- Kramann, Rafael (* 1981), deutscher Nephrologe
- Kramar, Denis (* 1991), slowenischer Fußballspieler
- Kramar, Ernst Ludwig (1902–1978), deutscher Elektroingenieur
- Kramár, Eugen (1914–1996), slowakischer Architekt
- Kramar, Hubert (* 1948), österreichischer Schauspieler, Regisseur, Produzent und AktionistHubert Kramar (* 1948)

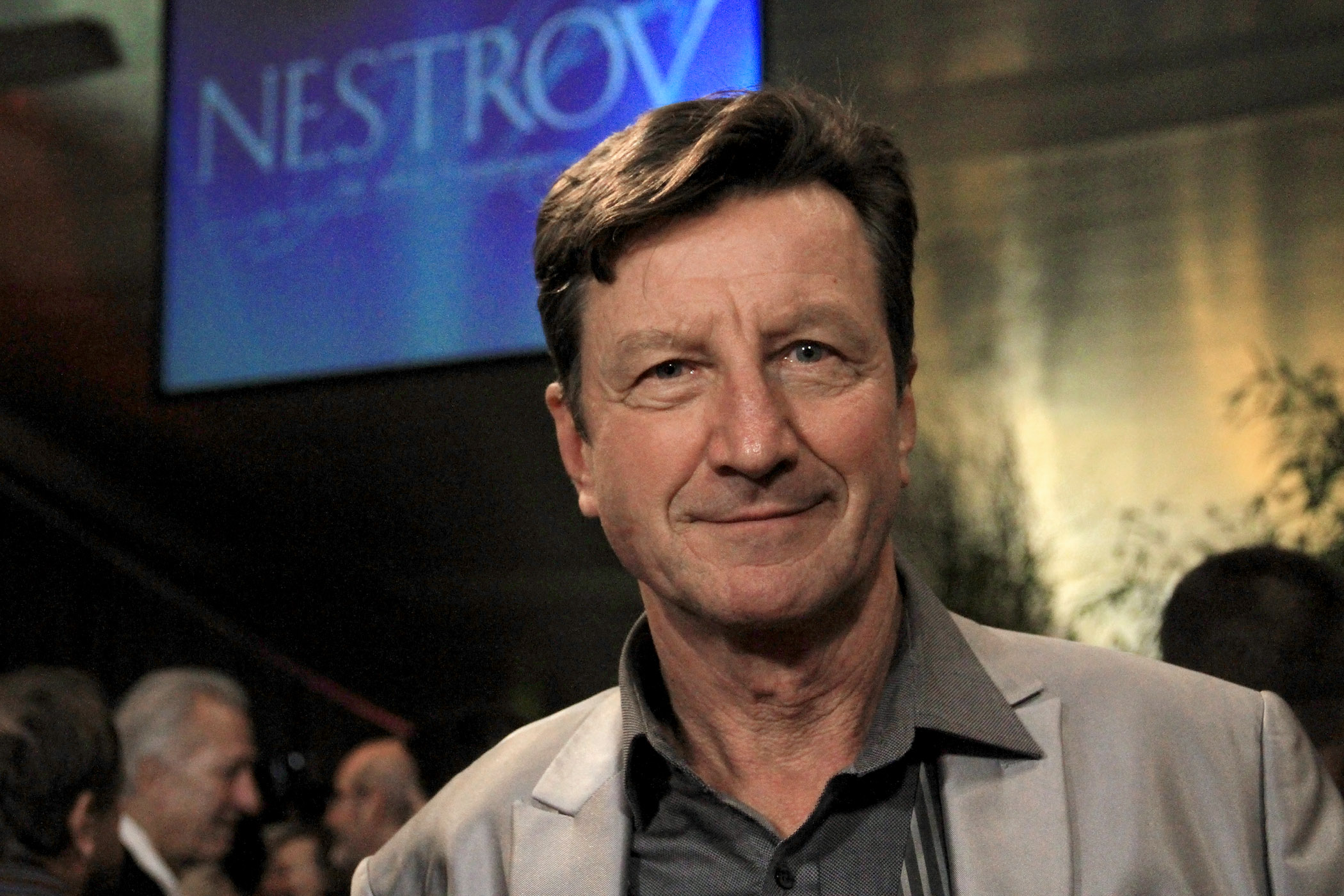
Hubert Kramar (* 1948)

- Kramář, Karel (1860–1937), böhmisch-tschechoslowakischer Politiker
- Kramar-Schmid, Ulla (* 1966), österreichische Journalistin
- Kramarenko, Boris Grigorjewitsch (* 1955), sowjetischer Ringer
- Kramarenko, Dmitri (* 1979), kasachischer Eishockeyspieler
- Kramarić, Andrej (* 1991), kroatischer FußballspielerAndrej Kramarić (* 1991)

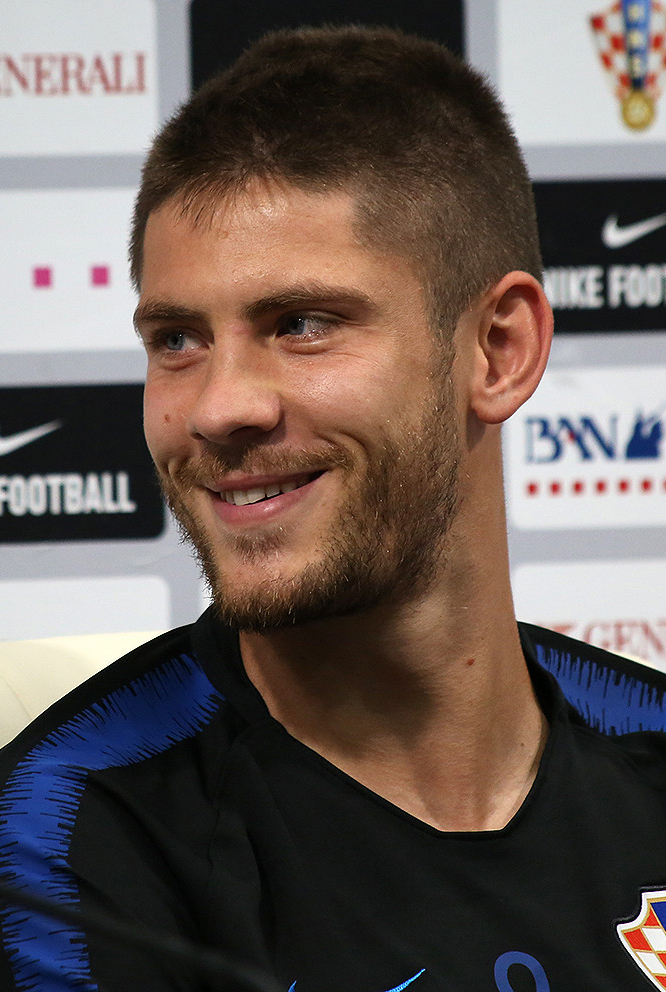
Andrej Kramarić (* 1991)

- Kramarow, Saweli Wiktorowitsch (1934–1995), sowjetisch-amerikanischer Filmschauspieler
- Kramaršič, Matic (* 1990), slowenischer Skispringer
- Kramarsky, Siegfried (1893–1961), Bankier, Kunstsammler und Mäzen
- Kramarz, Volkmar (* 1954), deutscher Musikwissenschaftler und Journalist
- Kramarz-Bein, Susanne (* 1959), deutsche Skandinavistin und Hochschullehrerin

### Kramb
- Kramberg, Karl Heinz (1923–2007), deutscher Schriftsteller und Journalist
- Kramberger, Franc (* 1936), slowenischer Geistlicher, Erzbischof von Maribor
- Kramberger, Nataša (* 1983), slowenische Schriftstellerin, Publizistin, Kulturvermittlerin und Landwirtin
- Kramberger, Nives (1965–2023), deutsch-slowenische Bühnenschauspielerin, Chansonsängerin, Autorin und Logopädin
- Kramberger, Taja (* 1970), slowenische Historikerin und Poetin

### Krame

#### Kramek
- Kramek, Robert E. (1939–2016), US-amerikanischer Admiral der US Coast Guard und Wirtschaftsmanager

#### Kramel
- Kramel, Angelo (1903–1975), deutscher Politiker (CSU), MdB, Vorsitzender des Deutschen Beamtenbundes
- Kramel, Herbert (1936–2022), österreichischer Architekt und Hochschullehrer
- Kramelhofer, Marcel (* 1992), Schweizer Unihockeyspieler

#### Kramen
- Kramen, Ilona (* 1994), belarussische Tennisspielerin

#### Kramer
- Kramer (* 1958), US-amerikanischer Musiker, Komponist, Musikproduzent und Gründer des New Yorker Labels Shimmy Disc

##### Kramer B
- Kramer Bussel, Rachel (* 1975), US-amerikanische Autorin

##### Kramer, A – Kramer, Y

###### Kramer, A
- Krämer, Achim (* 1955), deutscher Schlagzeuger und Perkussionist
- Krämer, Adam (1906–1992), deutscher Verbandsfunktionär
- Kramer, Alan R. (* 1954), deutscher Historiker
- Krämer, Alfred (1880–1954), deutscher Politiker (FVP, DVP, FDP), MdL
- Kramer, Alfred (1898–1946), deutscher Lagerführer eines KZ-Außenlagers bei Kaufering, als Kriegsverbrecher hingerichtet
- Kramer, Alfred (1904–1996), deutscher Fußballspieler
- Kramer, Alfred (* 1965), Schweizer Jazzmusiker
- Kramer, Andre (* 1979), deutscher Comedian, Autor und Kabarettist
- Krämer, Andreas (1730–1799), deutscher Orgelbauer und kurpfälzischer Hoforgelmacher
- Kramer, Andreas (* 1959), deutscher Maler, Holzschneider, Buchkünstler und Autor
- Krämer, Andreas (* 1963), Schweizer Schauspieler und Bühnenmusiker
- Kramer, Andreas (* 1997), schwedischer Mittelstreckenläufer
- Krämer, Anfried (* 1920), deutscher Schauspieler und Hörspielsprecher
- Kramer, Ann-Kathrin (* 1966), deutsche Schauspielerin und AutorinAnn-Kathrin Kramer (* 1966)

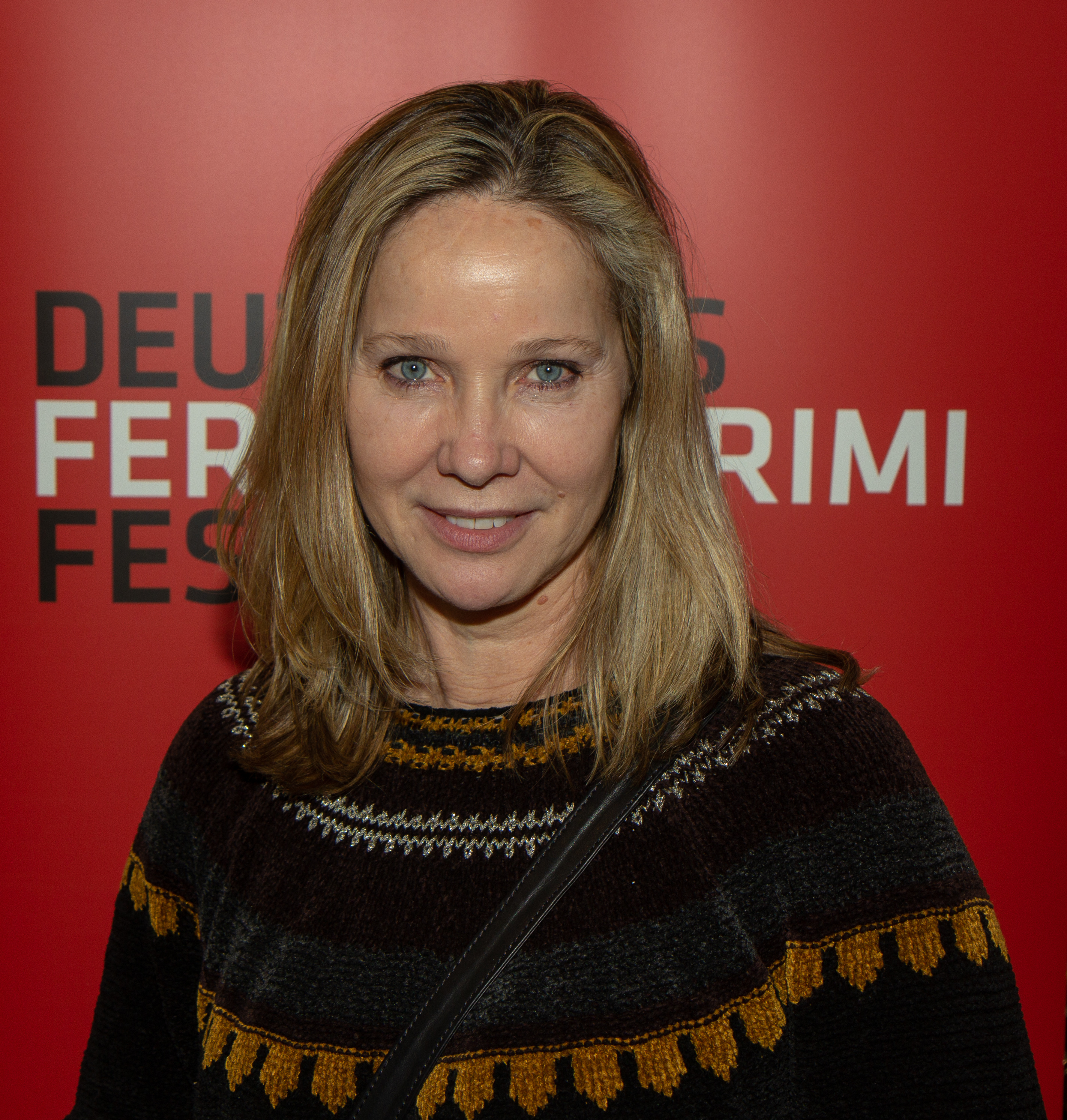
Ann-Kathrin Kramer (* 1966)

- Krämer, Annabell (* 1971), deutsche Politikerin (FDP), MdL
- Kramer, Antje (* 1969), deutsche Mountainbikerin
- Kramer, Arnold (1863–1918), deutscher Bildhauer
- Kramer, Arvid (* 1956), US-amerikanischer Basketballspieler
- Kramer, August (1817–1885), deutscher Erfinder
- Krämer, August (1879–1932), deutscher Politiker (DVP), MdL
- Kramer, August (1900–1979), deutscher Politiker (NSDAP), MdR
- Krämer, Augustin (1865–1941), deutscher Ethnologe
- Krämer, Axel (* 1957), deutscher Sportschütze

###### Kramer, B
- Kramer, Bärbel (* 1948), deutsche Papyrologin
- Kramer, Benedikt Maria (* 1979), deutscher Autor
- Kramer, Bernd (1940–2014), deutscher Verleger
- Krämer, Bernd J. (* 1947), deutscher Informatiker und Professor Emeritus
- Kramer, Bernhard (* 1942), deutscher Physiker
- Krämer, Bernhard (* 1957), deutscher Mediziner und Hochschullehrer
- Kramer, Bettina (* 1962), deutsche Schauspielerin
- Kramer, Billy J. (* 1943), englischer Popmusiker
- Kramer, Blaž (* 1996), slowenischer Fußballspieler
- Kramer, Boaz (* 1978), israelischer Rollstuhltennisspieler
- Krämer, Bodo (1945–2003), deutscher Schauspieler
- Kramer, Brigitte (* 1954), deutsche Film-Dramaturgin, Regisseurin und Produzentin
- Krämer, Buddha (1940–2021), deutscher Hörfunkmoderator und Musikredakteur

###### Kramer, C
- Kramer, Carl August (1807–1895), deutscher Politiker
- Krämer, Carsten (* 1974), deutscher Fußballtorhüter
- Kramer, Casey (1955–2023), US-amerikanische Schauspielerin
- Kramer, Cecilie Breil (* 1987), dänische Fußballspielerin
- Kramer, Charles (1879–1943), US-amerikanischer Politiker
- Kramer, Chris (* 1970), deutscher BluesmusikerChris Kramer (* 1970)

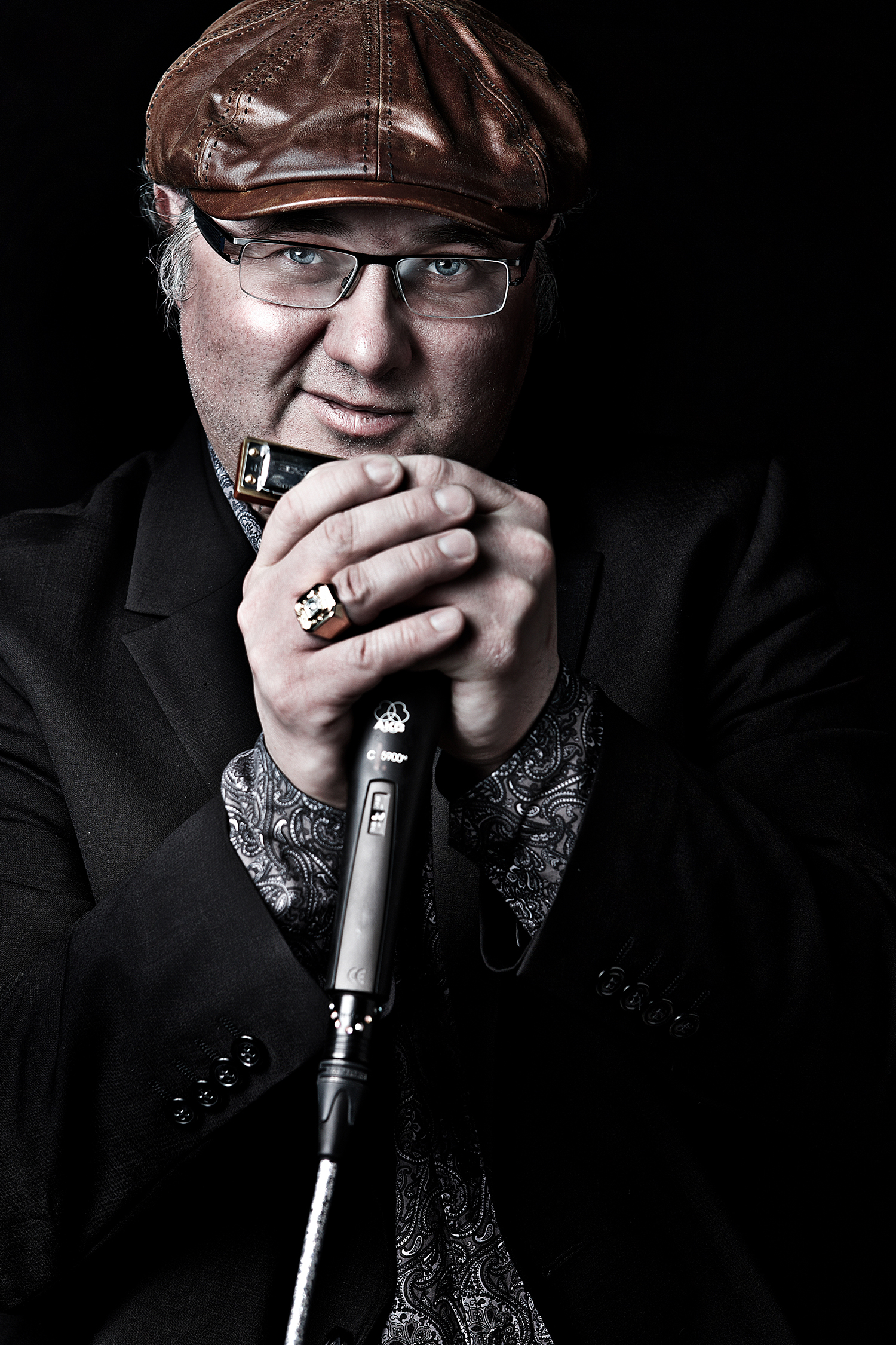
Chris Kramer (* 1970)

- Kramer, Chris (* 1988), US-amerikanischer Basketballspieler
- Kramer, Christian (1781–1834), deutsch-britischer Komponist und Dirigent
- Krämer, Christian (* 1974), deutscher Filmeditor
- Kramer, Christian (* 1983), deutscher Triathlet
- Kramer, Christine (* 1954), deutsche Städtebauerin und Bremer Staatsrätin
- Krämer, Christoph (1948–2010), deutscher Künstler und Typograph
- Kramer, Christoph (* 1991), deutscher FußballspielerChristoph Kramer (* 1991)

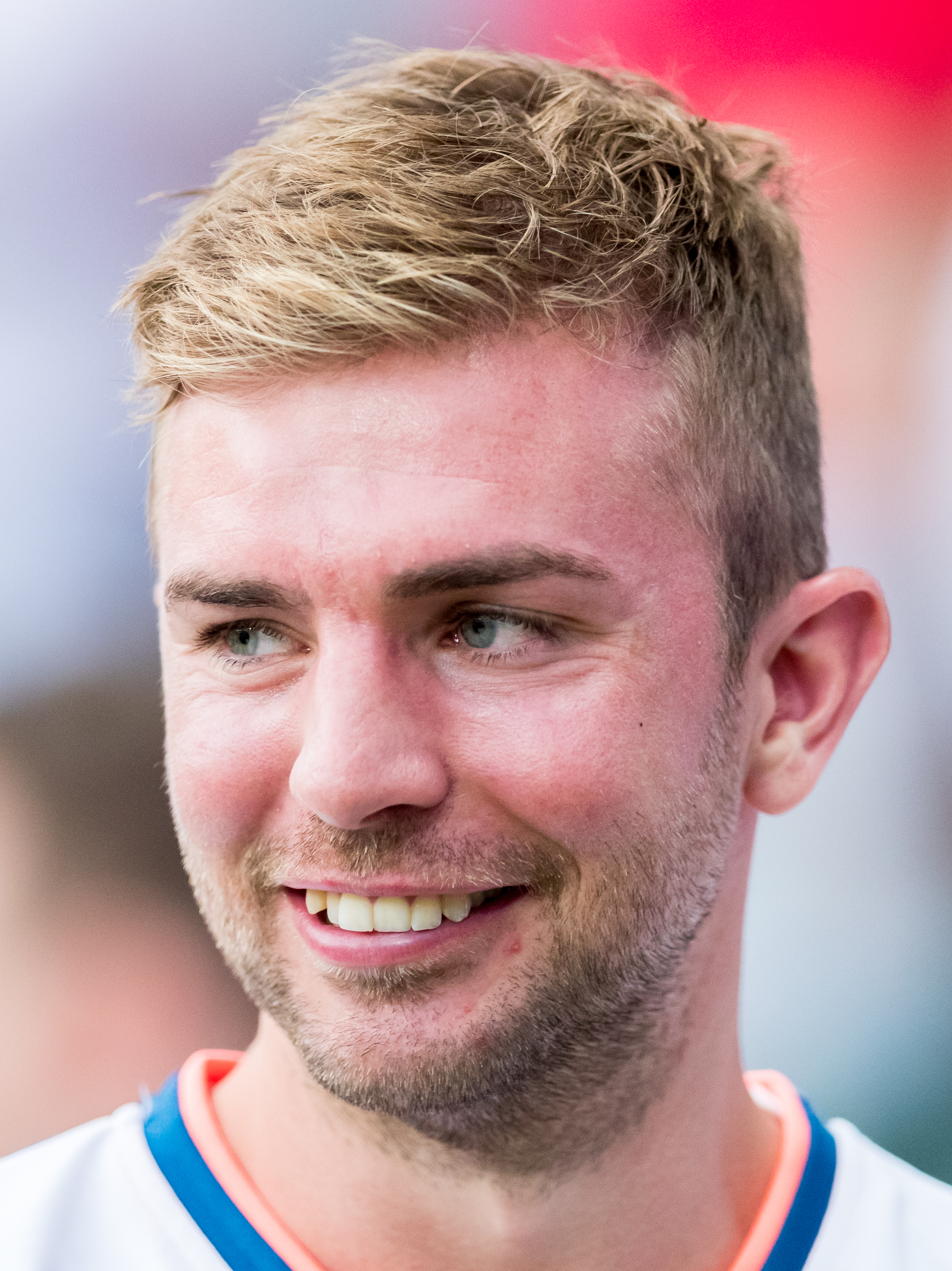
Christoph Kramer (* 1991)

- Kramer, Clare (* 1974), US-amerikanische Schauspielerin
- Krämer, Claus (* 1957), deutscher Autor, Illustrator, Maler und Musiker
- Krämer, Clementine (1873–1942), deutsche Schriftstellerin
- Krämer, Constantina (1888–1944), deutsche Steyler Missionsschwester und Märtyrin
- Kramer, Cornelia (* 2002), dänische Fußballspielerin

###### Kramer, D
- Kramer, Daniel (* 1960), ukrainisch-russischer Jazzpianist
- Kramer, Daniel (* 1976), deutscher Keyboarder, Musikproduzent und Sounddesigner
- Kramer, David (* 1978), deutscher Schauspieler
- Krämer, David (* 1997), österreichisch-deutscher Basketballspieler
- Kramer, Dennis (1992–2023), US-amerikanisch-deutscher Basketballspieler
- Kramer, Dieter (* 1959), deutscher Fußballspieler
- Kramer, Diether (1942–2016), österreichischer Prähistoriker und Mittelalterarchäologe
- Krämer, Dietmar (* 1955), deutscher Fußballspieler
- Kramer, Dirk (* 1960), deutscher Nordischer Kombinierer, Skilangläufer und Skispringer
- Krämer, Dominik (* 1980), deutscher Bassist und Gitarrist
- Krämer, Dorothee (* 1971), deutsche Lyrikerin

###### Kramer, E
- Kramer, Eddie (* 1941), britischer Tontechniker und ProduzentEddie Kramer (* 1941)

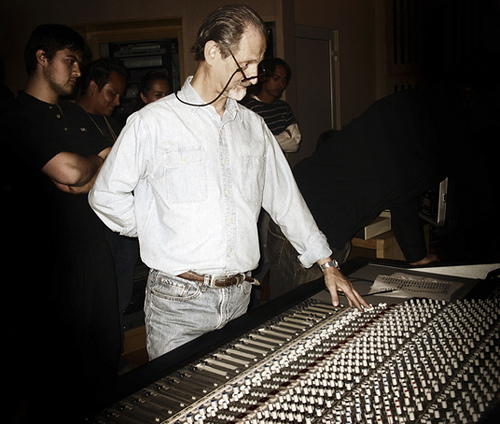
Eddie Kramer (* 1941)

- Kramer, Edith (1916–2014), österreichische Malerin, Kunsttherapeutin
- Kramer, Edmond (1906–1945), Schweizer Fussballspieler
- Kramer, Edna (1902–1984), US-amerikanische Mathematikerin und Hochschullehrerin
- Kramer, Eileen (1914–2024), australische Tänzerin, Choreografin, Malerin und Autorin
- Kramer, Elisabeth (* 1980), deutsche Bildhauerin und bildende Künstlerin
- Krämer, Emil (1877–1938), deutscher Rechtsanwalt und Mitinhaber der Privatbank H. Aufhäuser
- Kramer, Eric Allan (* 1962), US-amerikanischer Schauspieler
- Kramer, Ernst (1909–1993), deutscher Architekt und Fuldaer Lokalhistoriker, Mitglied im nationalsozialistischen Fuldaer Heimatbund
- Kramer, Ernst A. (* 1944), österreichischer Rechtswissenschaftler
- Kramer, Erwin (1902–1979), deutscher Politiker (SED), MdV, Minister für Verkehrswesen der DDR und Generaldirektor der Deutschen Reichsbahn

###### Kramer, F
- Krämer, Felix (* 1971), deutsch-britischer Kunsthistoriker und Kurator
- Kramer, Felix (* 1973), deutscher SchauspielerFelix Kramer (* 1973)

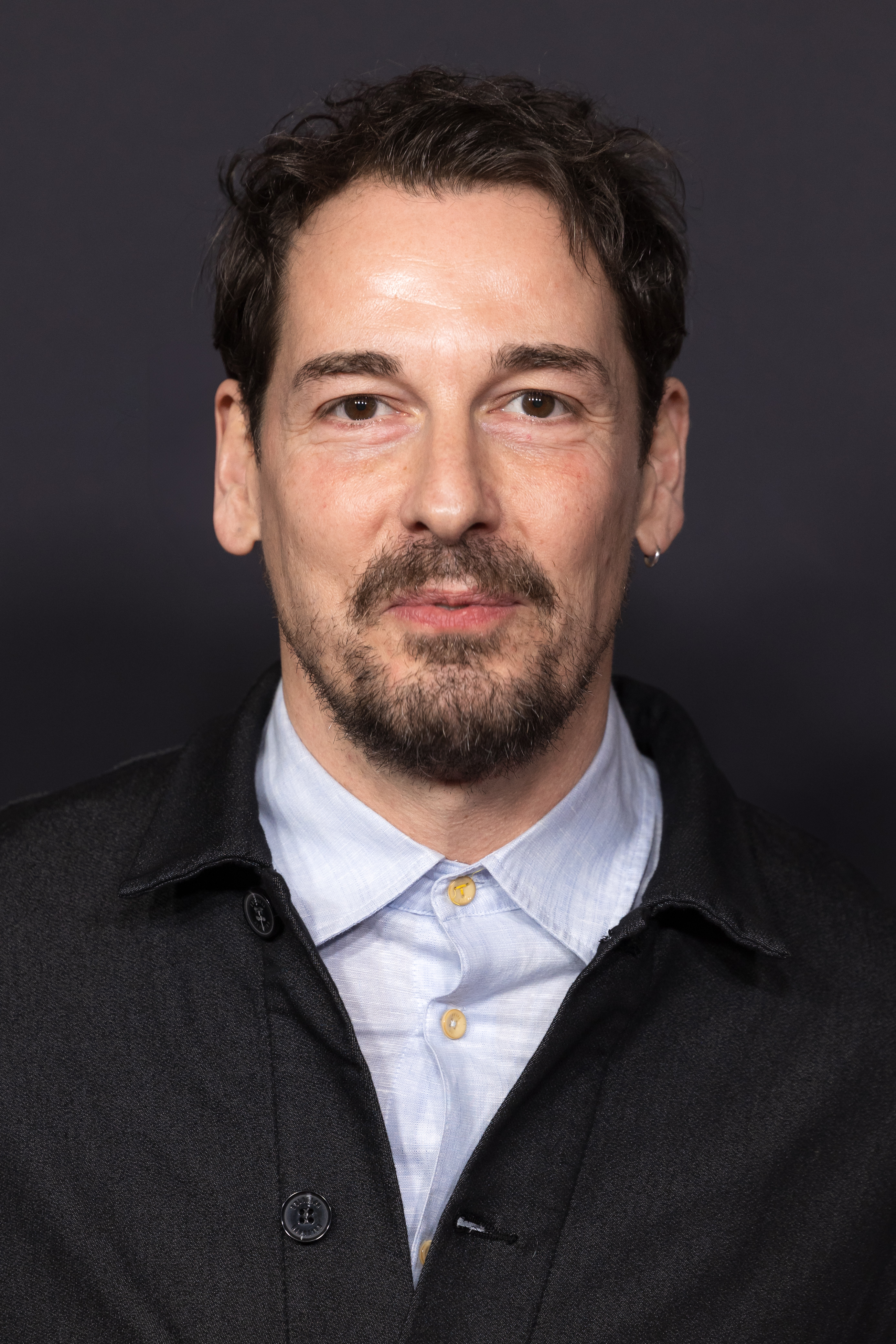
Felix Kramer (* 1973)

- Kramer, Felix (* 1994), österreichischer Liedermacher und Singer-Songwriter
- Kramer, Ferdinand (1898–1985), deutscher Architekt
- Kramer, Ferdinand (* 1960), deutscher Historiker
- Krämer, Filip (* 1992), österreichischer Basketballspieler
- Kramer, Frank (1880–1958), US-amerikanischer Radrennfahrer
- Kramer, Frank (* 1960), deutscher Fußballspieler
- Kramer, Frank (* 1972), deutscher Fußballspieler und -trainer
- Kramer, Franz Albert (1900–1950), deutscher Journalist und Publizist
- Kramer, Franz Max Albert (1878–1967), deutscher Psychiater und Neurologe
- Krämer, Franziska (1899–1988), österreichische Politikerin (SPÖ), Landtagsabgeordnete, Mitglied des Bundesrates
- Kramer, Friedrich, deutscher Bauingenieur und Architekt in Kiautschou und Deutsch-Südwestafrika
- Kramer, Friedrich (* 1938), deutscher Politiker (CDU), MdL
- Kramer, Friedrich (* 1964), deutscher evangelischer Geistlicher, Landesbischof der Evangelischen Kirche in MitteldeutschlandFriedrich Kramer (* 1964)

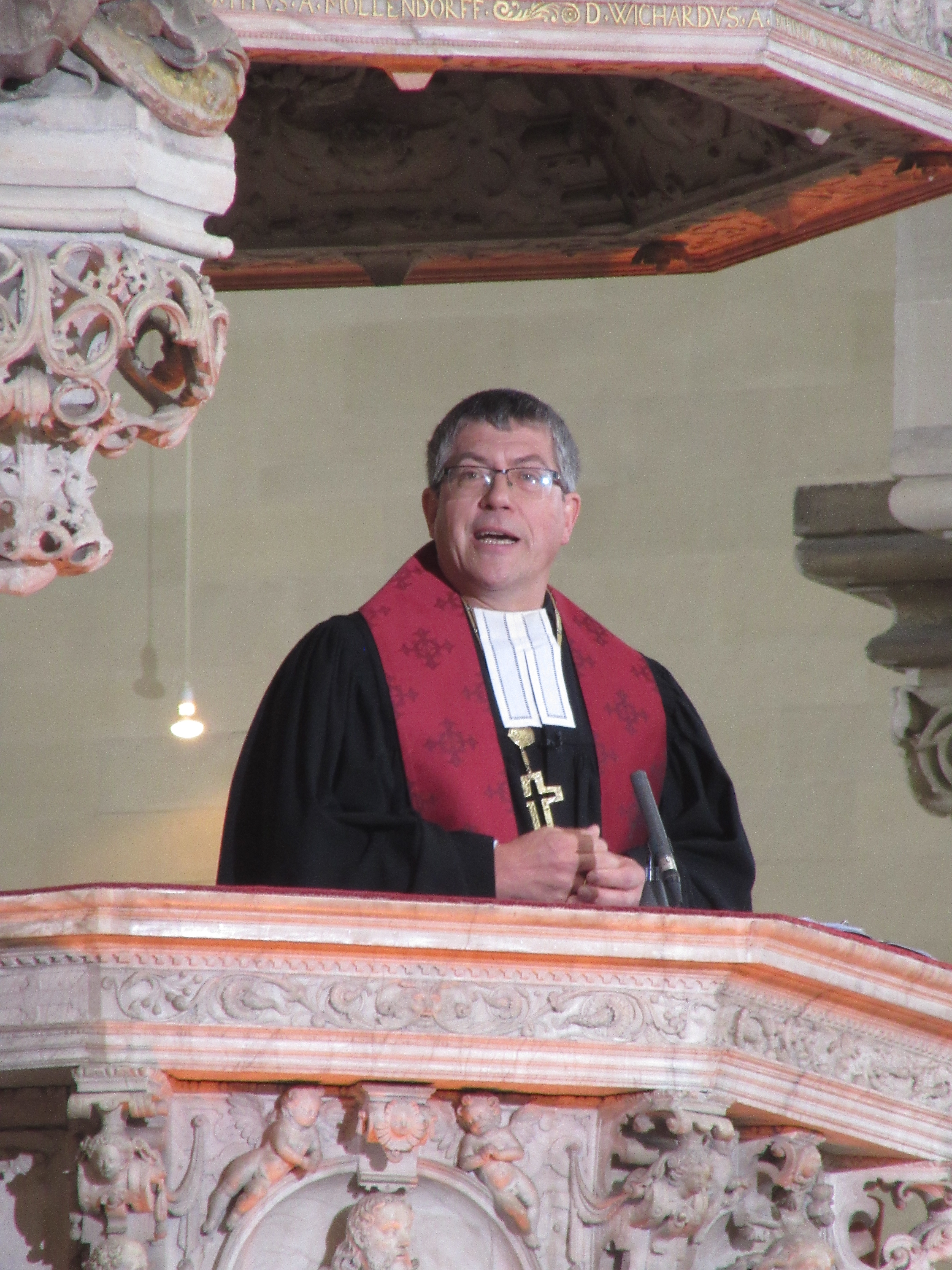
Friedrich Kramer (* 1964)

- Krämer, Friedrich Erich August (1785–1845), deutscher Theologe und Schulleiter
- Kramer, Friso (1922–2019), niederländischer Industrie- und Möbeldesigner, Innenarchitekt und Hochschullehrer
- Krämer, Fritz, deutscher Dirigent und Chorleiter
- Kramer, Fritz (* 1893), deutscher Radrennfahrer
- Krämer, Fritz (1903–1981), deutscher Pädagoge, Herausgeber und Autor
- Kramer, Fritz W. (1941–2022), deutscher Ethnologe

###### Kramer, G
- Krämer, Georg (1865–1931), württembergischer Oberamtmann
- Krämer, Georg (1872–1942), deutscher Jurist und Verfolgter im Nationalsozialismus
- Krämer, Georg (1906–1969), deutscher Bildhauer
- Krämer, Gerd (1920–2010), deutscher Sportjournalist
- Krämer, Gerd (1951–2022), deutscher Politiker, Landrat
- Krämer, Gerd (* 1957), deutscher Politiker (CDU)
- Krämer, Gerda (* 1945), deutsche Politikerin (SPD), MdL
- Kramer, Gerhard (1904–1973), deutscher Jurist und Politiker (SPD)
- Kramer, Gerhard (* 1906), deutscher Diplomat und Kommunalpolitiker (CSU)
- Kramer, Gerhard (* 1949), deutscher Architekt und Hochschullehrer
- Kramer, Gerhard (* 1970), deutscher Nachrichtentechniker und Hochschullehrer
- Kramer, Gorni (1913–1995), italienischer Orchesterleiter, Komponist, Akkordeon- und Kontrabassspieler sowie Schallplattenproduzent, Arrangeur und Fernsehautor
- Kramer, Gottfried (1925–1994), deutscher Schauspieler, Synchronsprecher und Akteur in vielen Hörspielen
- Kramer, Greg (1961–2013), kanadischer Schauspieler und Autor
- Krämer, Gudrun (* 1953), deutsche IslamwissenschaftlerinGudrun Krämer (* 1953)

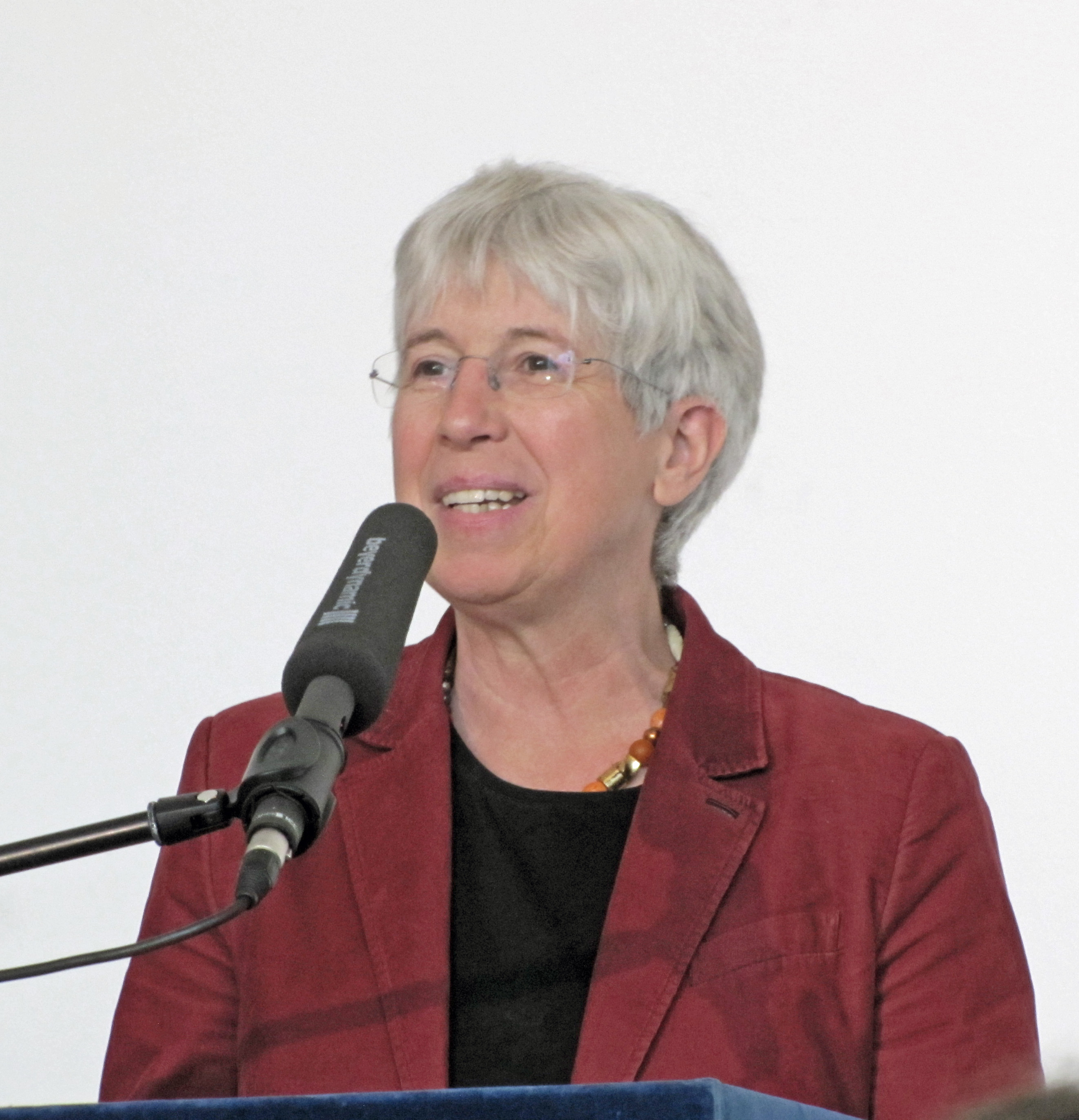
Gudrun Krämer (* 1953)

- Krämer, Günter (* 1940), deutscher Theaterregisseur, Opernregisseur und Theaterintendant
- Krämer, Günter (* 1952), deutscher Neurologe und Epileptologe
- Krämer, Günther (1913–1978), deutscher Politiker (DP, GDP, NPD), MdBB
- Kramer, Gustav (1806–1888), deutscher Pädagoge und Theologe
- Krämer, Gustav (1909–1991), deutscher Politiker (SPD), MdL
- Kramer, Gustav (1910–1959), deutscher Biologe, Zoologe, Ornithologe, entdeckte den Sonnenkompass bei Vögeln
- Kramer, Gustav Arne (1934–2019), norwegischer Drehbuchautor, Jazzautor und Hörfunkmoderator

###### Kramer, H
- Krämer, Hagen (* 1963), deutscher Ökonom und Hochschullehrer
- Krämer, Hans, deutscher Tischtennisspieler
- Kramer, Hans († 1577), deutscher Architekt und Festungsbauer der Renaissance
- Krämer, Hans (1889–1961), deutscher Kommunalpolitiker (CSU)
- Kramer, Hans (1896–1982), deutscher Oberforstmeister
- Kramer, Hans (1903–1980), deutscher Politiker (SPD)
- Kramer, Hans (1906–1992), österreichischer Historiker
- Kramer, Hans (1922–1985), deutscher Ökonom, Geograph und Afrikawissenschaftler
- Krämer, Hans (* 1928), deutscher Fußballspieler
- Krämer, Hans (1929–2015), deutscher Philosoph und Altphilologe
- Krämer, Hans (1929–2019), deutscher Fußballspieler
- Kramer, Hans (1936–2021), deutscher Ordensgeistlicher und römisch-katholischer Theologe
- Kramer, Hans (1948–2013), deutscher Handballspieler
- Krämer, Hans Martin (* 1972), deutscher Japanologe
- Krämer, Hans-Peter (* 1941), deutscher Sport- und Wirtschaftsmanager
- Krämer, Harald (* 1964), deutscher Fußballspieler
- Kramer, Harry (1925–1997), deutscher Künstler
- Kramer, Hartwin (1939–2012), deutscher Jurist, Präsident des OLG Oldenburg
- Kramer, Heinrich, deutscher Inquisitor, Autor des „Hexenhammers“ und Wegbereiter der Hexenverfolgung
- Kramer, Heinrich (1856–1934), Landtagsabgeordneter Waldeck
- Krämer, Heinz (1924–2015), deutscher Schriftsteller, Lehrer und Ministerialrat
- Kramer, Helmut (1910–2011), deutscher evangelisch-lutherischer Theologe und Geistlicher
- Kramer, Helmut (* 1930), deutscher Jurist und Rechtshistoriker
- Kramer, Helmut (1939–2023), österreichischer Wirtschaftswissenschafter
- Kramer, Henning Christoph (* 1940), deutscher Kirchenjurist, Förderer deutsch-baltischer Beziehungen
- Krämer, Herbert (1931–2015), deutscher Kommunalpolitiker
- Kramer, Herman F. (1892–1964), US-amerikanischer Offizier, Generalmajor der US-Army
- Kramer, Hermann (* 1808), deutscher Maler und Kupferstecher
- Krämer, Hermann (1919–2006), deutscher Landrat
- Kramer, Hilaria (* 1967), Schweizer Jazzmusikerin
- Krämer, Hildegard (1922–2021), deutsche Balletttänzerin und Choreografin
- Kramer, Horst (1924–2015), deutscher Forstwissenschaftler
- Kramer, Hubertus (1959–2022), deutscher Politiker (SPD), MdL

###### Kramer, I
- Krämer, Ilse (* 1902), deutsch-schweizerische Lyrikerin und Übersetzerin
- Kramer, Ina (1948–2023), deutsche Grafikerin und Autorin von Fantasy-Romanen
- Kramer, Ingo (* 1953), deutscher Unternehmer und Arbeitgeberfunktionär
- Krämer, Irene (* 1957), deutsche Krankenhausapothekerin und Trägerin des Bundesverdienstkreuzes am Bande
- Kramer, Iris (* 1960), deutsche Jazzmusikerin
- Kramer, Irmgard (* 1969), österreichische Autorin

###### Kramer, J
- Kramer, J. Heinrich (1907–1986), deutscher Unternehmer und Politiker (FDP)
- Kramer, Jack (1921–2009), US-amerikanischer Tennisspieler
- Kramer, Jacob (1892–1962), britischer Maler
- Krämer, Jan (* 1980), deutscher Wirtschaftsinformatiker
- Kramer, Jana (* 1983), US-amerikanische Schauspielerin und Country-SängerinJana Kramer (* 1983)

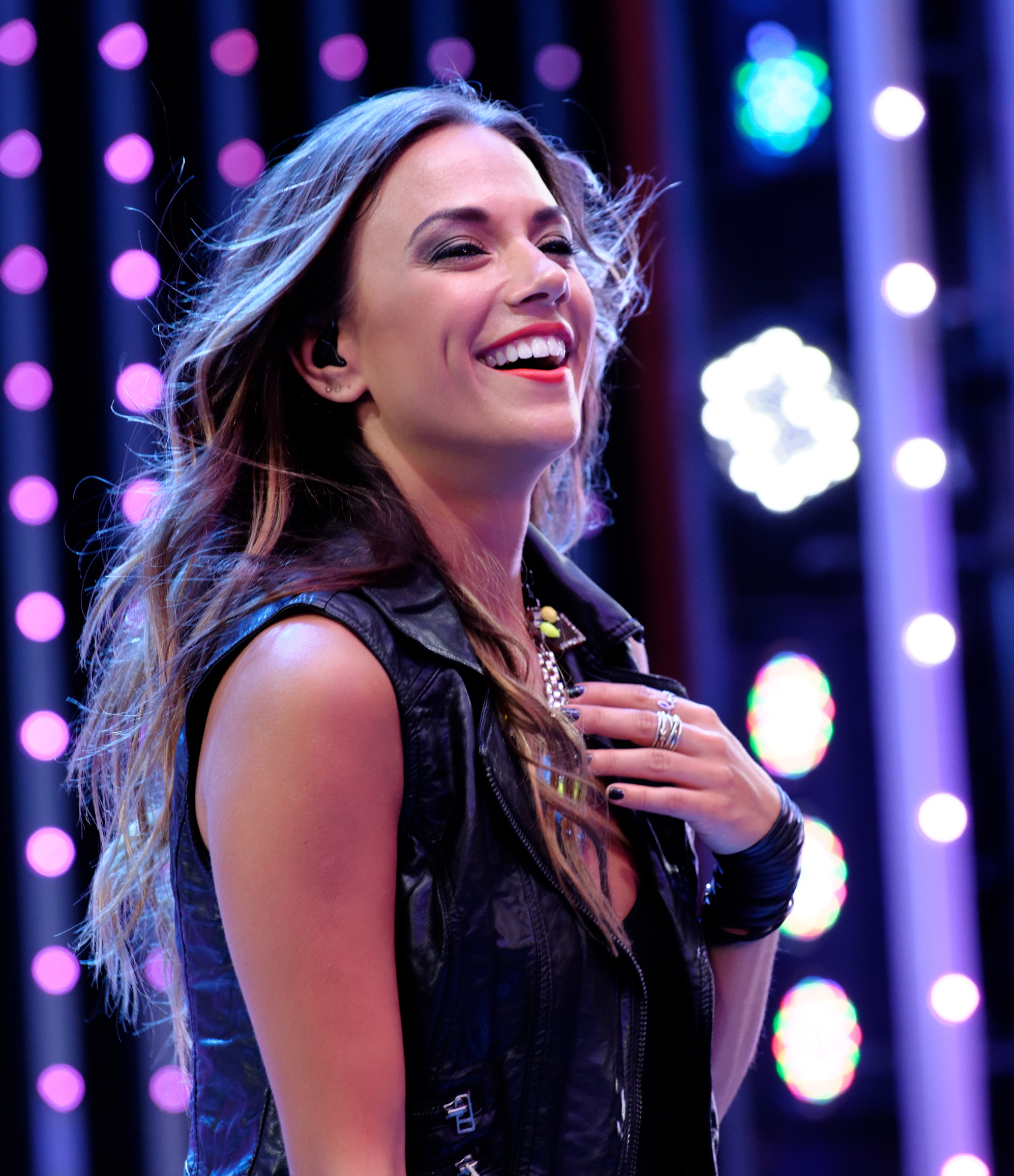
Jana Kramer (* 1983)

- Kramer, Jane (* 1938), US-amerikanische Journalistin und Schriftstellerin
- Krämer, Jasmin (* 1978), deutsche Fußballspielerin
- Krämer, Jean (1886–1943), deutscher Architekt
- Kramer, Jeroen (* 1956), niederländischer Moderator, Voiceover-Sprecher und Sänger
- Kramer, Jerry (* 1936), US-amerikanischer American-Football-Spieler und Autor
- Kramer, Jessy (* 1990), niederländische Handballspielerin
- Krämer, Jochen (1964–2009), deutscher Schlagzeuger und Sänger
- Kramer, Joey (* 1950), US-amerikanischer Musiker
- Krämer, Johann Heinrich (1793–1863), nassauischer Politiker
- Krämer, Johann Victor (1861–1949), österreichischer Maler
- Kramer, Johannes (1905–1975), deutscher Physiker
- Kramer, Johannes (1946–2023), deutscher Romanist und Sprachwissenschaftler
- Krämer, Johannes (* 1948), deutscher Jazzgitarrist
- Kramer, Jonathan D. (1942–2004), US-amerikanischer Komponist, Musikwissenschaftler und -pädagoge
- Krämer, Jörg (* 1966), deutscher Ökonom, Chefvolkswirt der Commerzbank AG
- Kramer, Joris (* 1996), niederländischer Fußballspieler
- Krämer, Josef (1901–1991), deutscher Theologe und Politiker (CDU), MdL
- Krämer, Josef (1904–1980), deutscher Politiker (NSDAP), MdR
- Kramer, Josef (1906–1945), deutscher SS-Führer und Lagerkommandant der Konzentrationslager Natzweiler-Struthof, Auschwitz-Birkenau und Bergen-BelsenJosef Kramer (1906–1945)

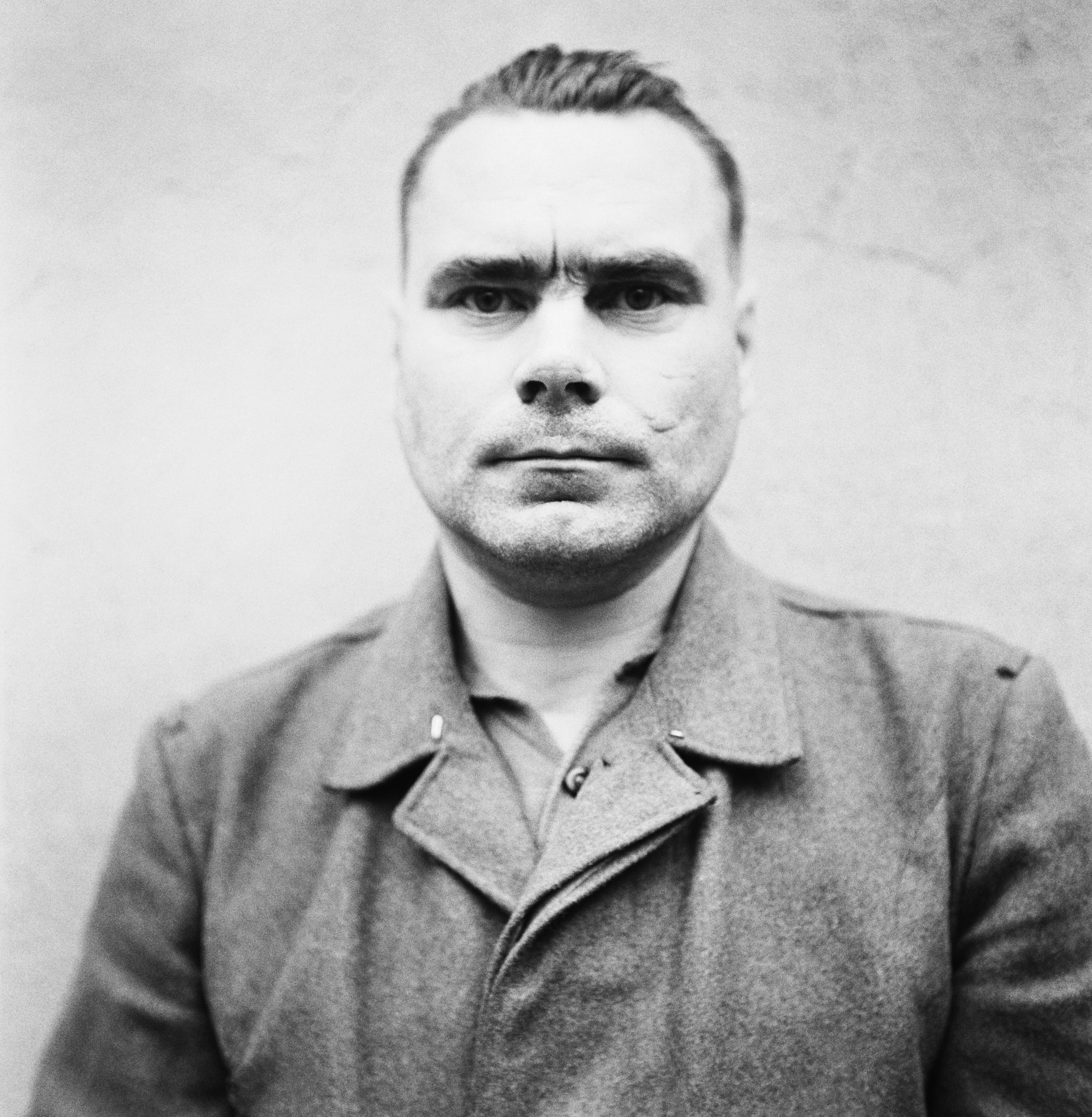
Josef Kramer (1906–1945)

- Kramer, Josefine (1906–1994), deutsch-schweizerische Psychologin und Heilpädagogin
- Krämer, Joseph (1879–1946), deutscher Leichtathlet, Tauzieher und Turner
- Kramer, Jost (1960–2012), deutscher Betriebswirt und Autor
- Kramer, Jowita, deutsche Indologin
- Kramer, Jürg (* 1956), Schweizer Mathematiker
- Krämer, Jürgen (1939–2011), deutscher Mediziner
- Kramer, Jürgen (* 1946), deutscher Anglist
- Kramer, Jürgen (1948–2011), deutscher Künstler und Philosoph
- Kramer, Jurij (* 1940), deutscher Schauspieler, Drehbuchautor und Regisseur

###### Kramer, K
- Krämer, Kai (* 1966), deutscher Fußballspieler
- Kramer, Kane (* 1956), britischer Erfinder
- Kramer, Karin (1939–2014), deutsche Verlegerin
- Krämer, Karl (1898–1982), deutscher Verleger
- Kramer, Karl Borromäus (1881–1945), deutscher römisch-katholischer Geistlicher und Märtyrer
- Krämer, Karl Emerich (1918–1987), deutscher Dichter und Schriftsteller
- Kramer, Karl Sigismund (1759–1808), deutscher Arzt, Schriftsteller und Übersetzer
- Krämer, Karl Wilhelm (1930–1990), deutscher Schriftsteller und Lyriker
- Kramer, Karl-Heinz (1924–2006), deutscher Filmproduzent und Dokumentarfilmer
- Kramer, Karl-Heinz (1925–1965), deutscher Sportschütze
- Kramer, Karl-Sigismund (1916–1998), deutscher Volkskundler
- Kramer, Karsten (* 1973), deutscher Schauspieler und Synchronsprecher
- Kramer, Katharina (* 1968), österreichische Journalistin und Fernsehmoderatorin
- Krämer, Katrin, deutsche Moderatorin, Redakteurin und Autorin
- Kramer, Ken (* 1942), US-amerikanischer Politiker
- Kramer, Kendall (* 2002), US-amerikanische Skilangläuferin
- Kramer, Kerstin (* 1977), deutsche Schauspielerin und Moderatorin
- Kramer, Kilian (* 1989), deutscher Pokerspieler
- Krämer, Klaus (* 1964), deutscher Theologe, Bischof von Rottenburg-StuttgartKlaus Krämer (* 1964)

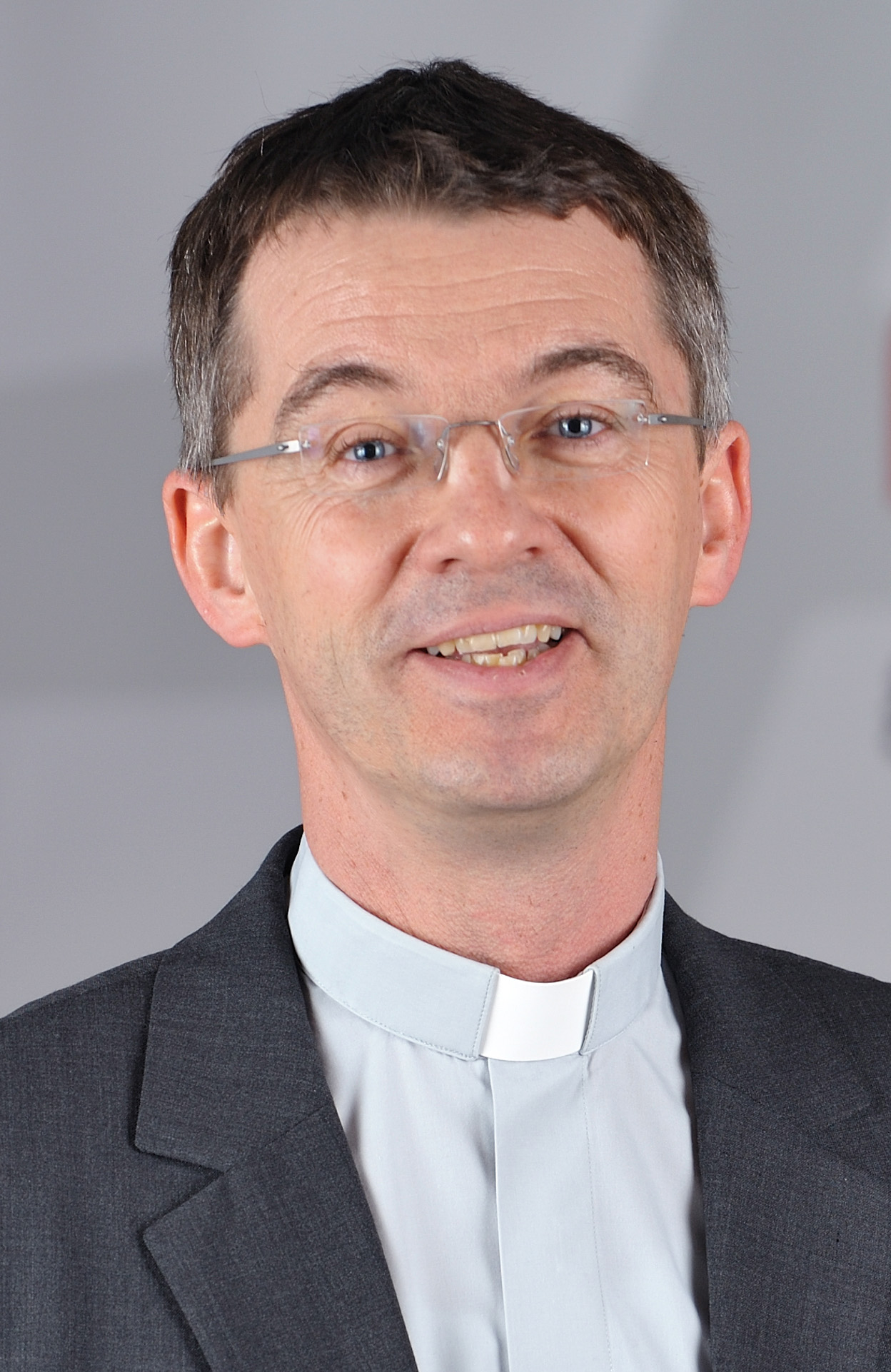
Klaus Krämer (* 1964)

- Krämer, Klaus (* 1964), deutscher Filmregisseur und Drehbuchautor
- Kramer, Kurt (1906–1985), deutscher Physiologe und Hochschullehrer
- Kramer, Kurt (* 1943), deutscher Glockensachverständiger
- Kramer, Kurt (1945–2008), österreichischer Maler und Grafiker

###### Kramer, L
- Kramer, Larry (1935–2020), US-amerikanischer Autor und DramatikerLarry Kramer (1935–2020)

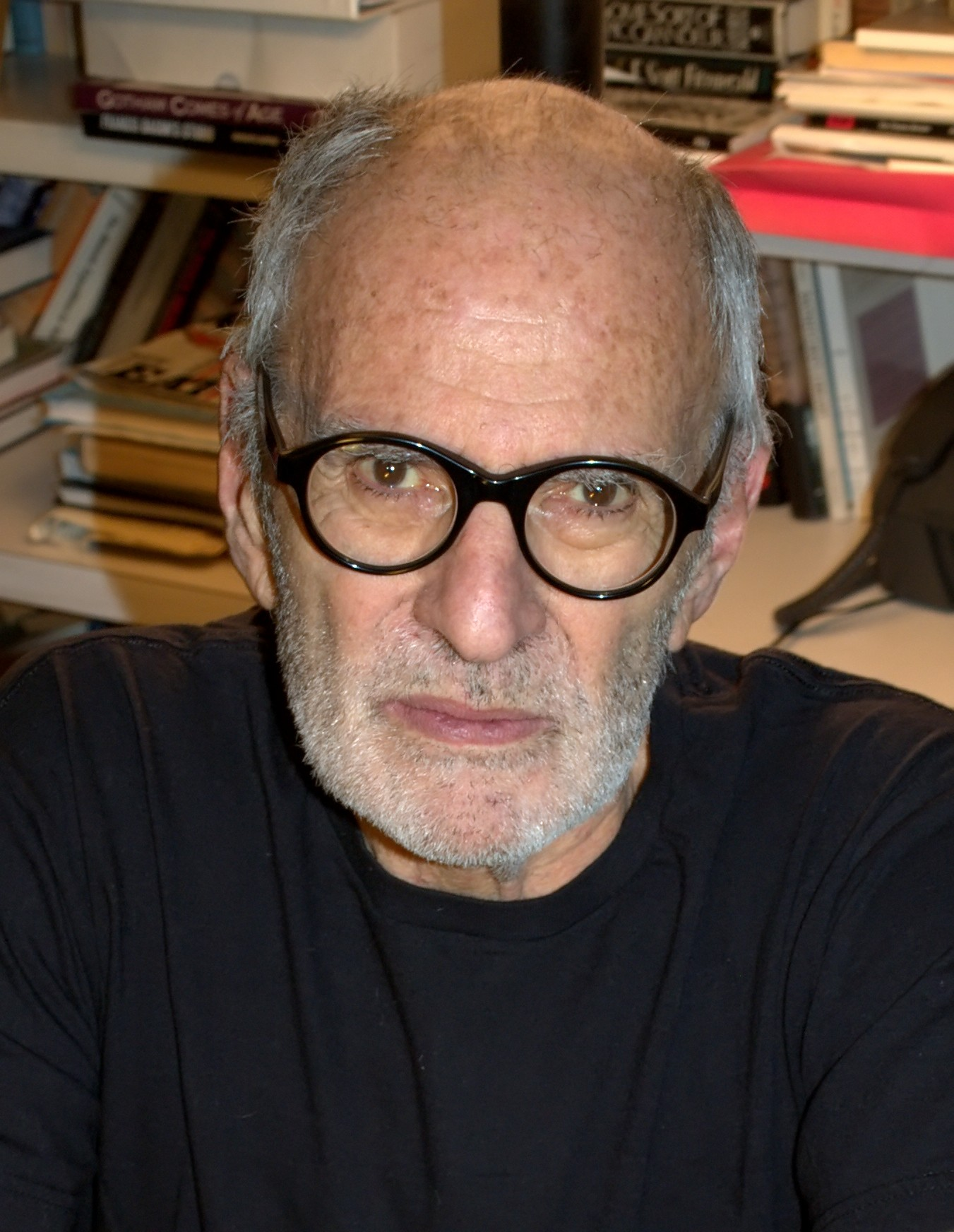
Larry Kramer (1935–2020)

- Krämer, Leo (* 1944), deutscher Kirchenmusiker, Organist, Dirigent und Hochschullehrer
- Kramer, Leopold (1869–1942), österreichischer Schauspieler
- Kramer, Lorenz (1941–2005), deutscher Physiker
- Kramer, Lotte (* 1923), britische Schriftstellerin deutscher Herkunft
- Kramer, Ludwig von (1840–1908), deutscher Maler, Illustrator und Restaurator
- Kramer, Lukas (1941–2025), deutscher Maler
- Kramer, Lutz Ludwig (* 1954), deutscher Musiker, Sänger, Gitarrist, Schauspieler und ehemaliger Kommunarde der Kommune I

###### Kramer, M
- Kramer, Maj-Britt (1963–2023), dänische Jazzmusikerin (Piano, Komposition)
- Kramer, Manfred (1939–2025), deutscher Politiker (CDU), MdL
- Krämer, Manfred H. (* 1956), deutscher Journalist und Buchautor
- Kramer, Manuel (* 1989), österreichischer Skirennläufer
- Kramer, Marcel (* 1977), deutscher Politiker (AfD)
- Kramer, Maria (1906–1980), österreichische Schauspielerin
- Kramer, Mario (* 1956), deutscher Kunsthistoriker und Kurator
- Kramer, Marita (* 2001), österreichische SkispringerinMarita Kramer (* 2001)

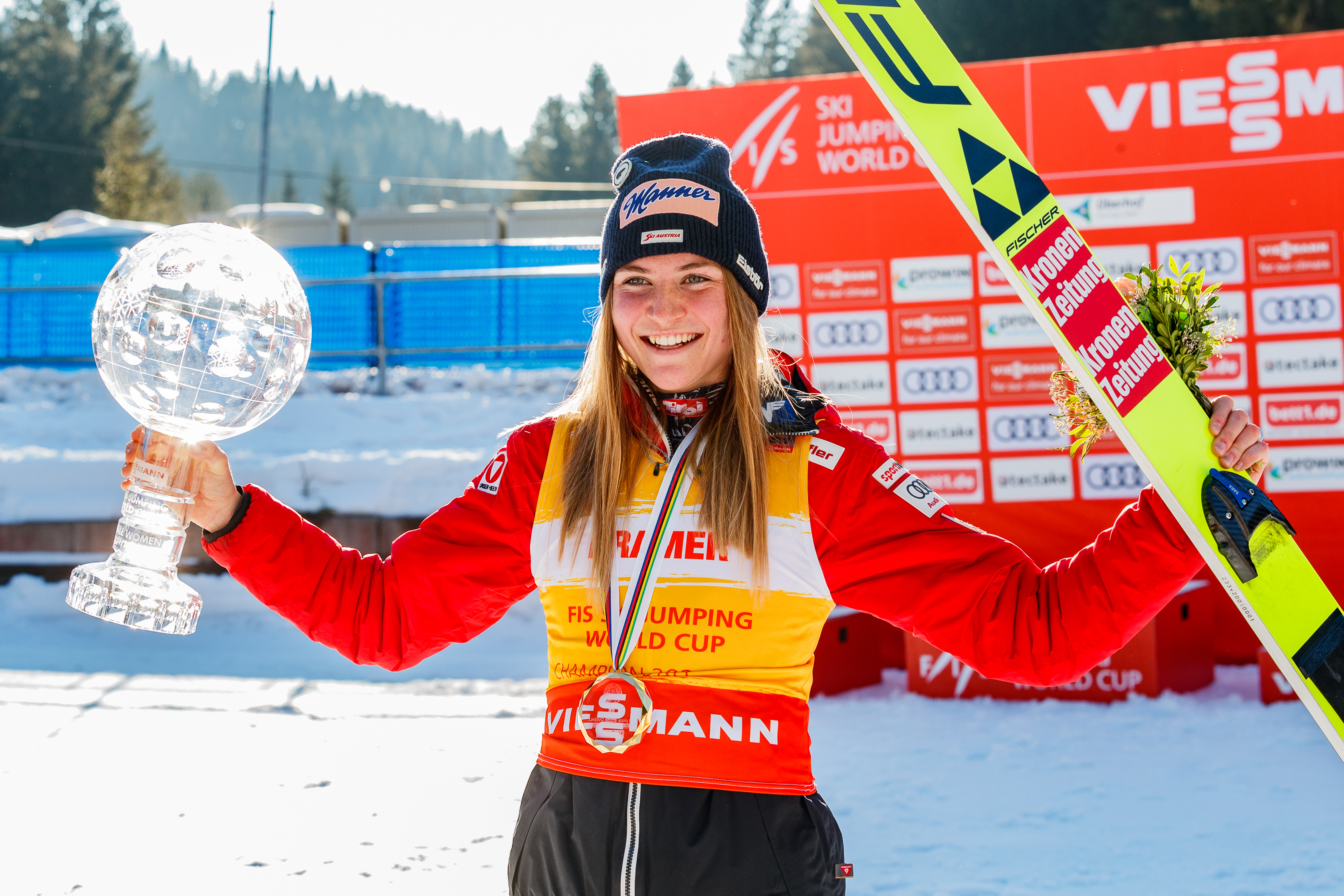
Marita Kramer (* 2001)

- Krämer, Marlies (* 1937), deutsche Kommunalpolitikerin, Feministin und Autorin
- Kramer, Martin (1933–2022), deutscher evangelisch-lutherischer Theologe und Konsistorialpräsident
- Kramer, Martin (* 1961), deutscher Tierarzt und Hochschullehrer
- Krämer, Martin (* 1987), deutscher Schachspieler
- Krämer, Matheus, Bürgermeister von Tübingen
- Kramer, Mathilde (* 1993), dänische Sprinterin
- Kramer, Matthias (* 1640), deutscher Fremdsprachendidaktiker, Grammatiker, Lexikograf, Romanist, Italianist, Hispanist, Germanist und Niederlandist
- Kramer, Mauritius (1646–1702), deutscher lutherischer Geistlicher und Kirchenlieddichter
- Kramer, Maurus (1900–1993), österreichischer katholischer Geistlicher
- Kramer, Max (1903–1986), deutscher Wissenschaftler und Luftfahrtingenieur
- Kramer, Max (* 1984), deutscher Golfspieler
- Krämer, Micha (* 1970), deutscher Schriftsteller und Musiker
- Krämer, Michael (1923–2016), deutscher Ordensgeistlicher, Salesianer Don Boscos, Neutestamentler
- Kramer, Michael (* 1951), deutscher Bildhauer
- Kramer, Michael (* 1967), deutscher Astronom
- Krämer, Michael (* 1985), deutscher Fußballspieler
- Krämer, Michael (* 1991), deutscher Sportjournalist, Fernsehkommentator und -moderator
- Kramer, Michiel (* 1988), niederländischer Fußballspieler
- Krämer, Moritz (* 1980), deutscher Musiker und RegisseurMoritz Krämer (* 1980)

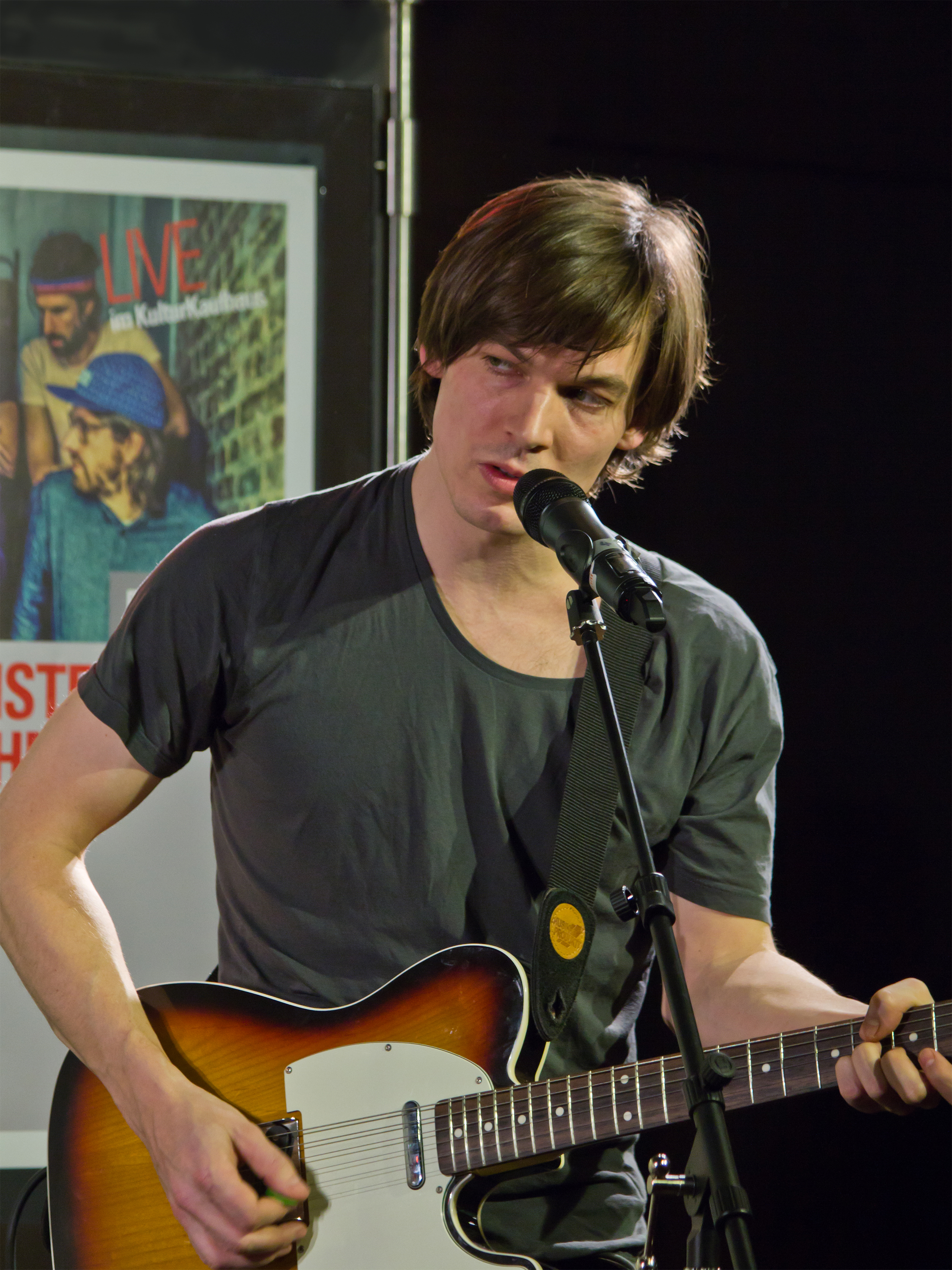
Moritz Krämer (* 1980)

###### Kramer, N
- Krämer, Nicolas (* 1974), deutscher Autor
- Krämer, Nicole (* 1972), deutsche Sozialpsychologin
- Kramer, Nicole (* 1978), deutsche Historikerin und Hochschullehrerin
- Kramer, Nikolaus (* 1976), deutscher Politiker (AfD), MdL

###### Kramer, O
- Kramer, Olaf (* 1970), deutscher Rhetoriker und Literaturwissenschaftler
- Kramer, Oscar (1835–1892), österreichischer Fotograf
- Krämer, Oskar (1833–1904), deutscher Eisenwerkbesitzer und Politiker (NLP), MdR
- Kramer, Oskar (1871–1946), deutscher Architekt und sächsischer Baubeamter
- Kramer, Otto (1868–1956), Mitglied des Kurhessischen Kommunallandtages
- Kramer, Otto (* 1880), deutscher Politiker (LDPD), MdL Sachsen-Anhalt
- Krämer, Otto Maria (* 1964), deutscher Kirchenmusiker

###### Kramer, P
- Kramer, Pascale (* 1961), Schweizer Schriftstellerin
- Kramer, Paul (1842–1898), deutscher Pädagoge, Provinzialschulrat und Biologe
- Krämer, Paul (* 1990), deutscher Dirigent
- Kramer, Peter (* 1933), deutscher Physiker
- Krämer, Peter (* 1942), deutscher Theologe und Hochschullehrer
- Krämer, Peter (1946–2022), deutscher Unternehmer, Gründer der ehemaligen Drogeriemarktkette Spinnrad
- Krämer, Peter (1950–2017), deutscher Reeder
- Krämer, Peter Theodor (1921–1999), deutscher Schriftsteller
- Krämer, Peter-Michael (* 1944), deutscher Solo-Trompeter und Professor für Trompete in Leipzig
- Kramer, Petrus (* 1600), deutscher Orgelbauer
- Krämer, Philip (* 1992), deutscher Politiker (Bündnis 90/Die Grünen), MdBPhilip Krämer (* 1992)

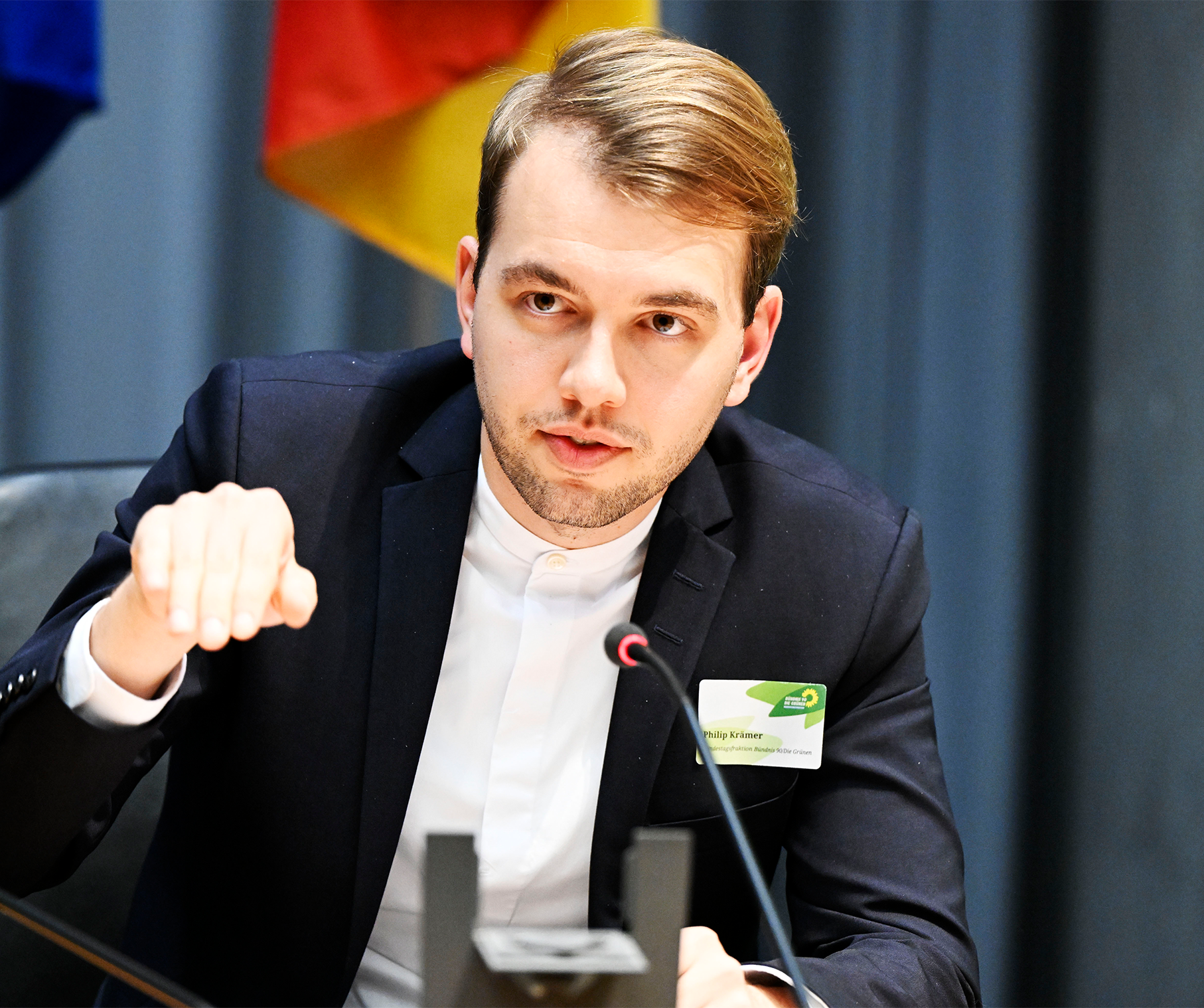
Philip Krämer (* 1992)

- Krämer, Philipp Heinrich (1754–1803), Großhändler, Betreiber eines Eisenhüttenwerks und Unternehmer
- Kramer, Piet (1881–1961), niederländischer Architekt

###### Kramer, R
- Krämer, Raimund (* 1952), deutscher Politikwissenschaftler
- Krämer, Ralf (* 1960), deutscher Gewerkschafter und Politiker (WASG, Die Linke, BSW)
- Krämer, Ralf (* 1964), deutscher Bildhauer, Maler und Zeichner
- Kramer, Ramon (* 1964), deutscher Filmkomponist, Filmemacher, Buchautor und Musikproduzent
- Kramer, Reinhard (* 1937), deutscher Radrennfahrer, Initiator und Organisator der Nacht von Hannover
- Krämer, Renate, deutsche Radrennfahrerin
- Kramer, René (* 1969), österreichischer Handballspieler und -trainer
- Kramer, René (* 1987), deutscher Eishockeyspieler
- Kramer, Richard (1895–1974), deutscher Politiker (KPD)
- Kramer, Richard A. (* 1938), US-amerikanischer Musikwissenschaftler
- Kramer, Robert (1939–1999), US-amerikanischer Dokumentarfilmer, Schauspieler und Drehbuchautor
- Krämer, Roland (* 1959), deutscher Rechtswissenschaftler, politischer Beamter und Politiker (SPD)
- Kramer, Rolf (* 1938), deutscher Sportreporter
- Kramer, Rolf (* 1949), deutscher Politiker (SPD), MdB
- Krämer, Rolf (* 1955), deutscher Kirchenjurist, Vizepräsident des Landeskirchenamtes Hannover
- Krämer, Roman (* 1970), slowakisch-deutscher Basketballspieler
- Kramer, Rüdiger (1953–2017), deutscher Zeichner, Maler und Fotograf
- Kramer, Rudolf († 1904), deutscher Autor und Rassegeflügelexperte
- Kramer, Rudolf (* 1886), österreichischer Radsportler

###### Kramer, S
- Kramer, Sabine (* 1962), deutsche evangelische Theologin
- Kramer, Samuel Noah (1897–1990), US-amerikanischer Sumerologe
- Krämer, Sebastian (* 1975), deutscher Kabarettist und Chansonnier
- Kramer, Sebastian (* 1976), deutscher Manager und Sportfunktionär
- Kramer, Siegfried (1877–1914), österreichischer Architekt und Stadtbaumeister
- Kramer, Siegfried (* 1951), deutscher Radrennfahrer
- Kramer, Simon (1785–1809), Kärntner Räuber; gilt als „Robin Hood von Kärnten“
- Krämer, Sophie (1763–1833), Besitzerin und Leiterin eines Eisenwerks
- Kramer, Stanley (1913–2001), US-amerikanischer Regisseur und Filmproduzent
- Kramer, Stefan (* 1966), deutscher Medienwissenschaftler und Sinologe
- Krämer, Stefan (* 1967), deutscher FußballtrainerStefan Krämer (* 1967)

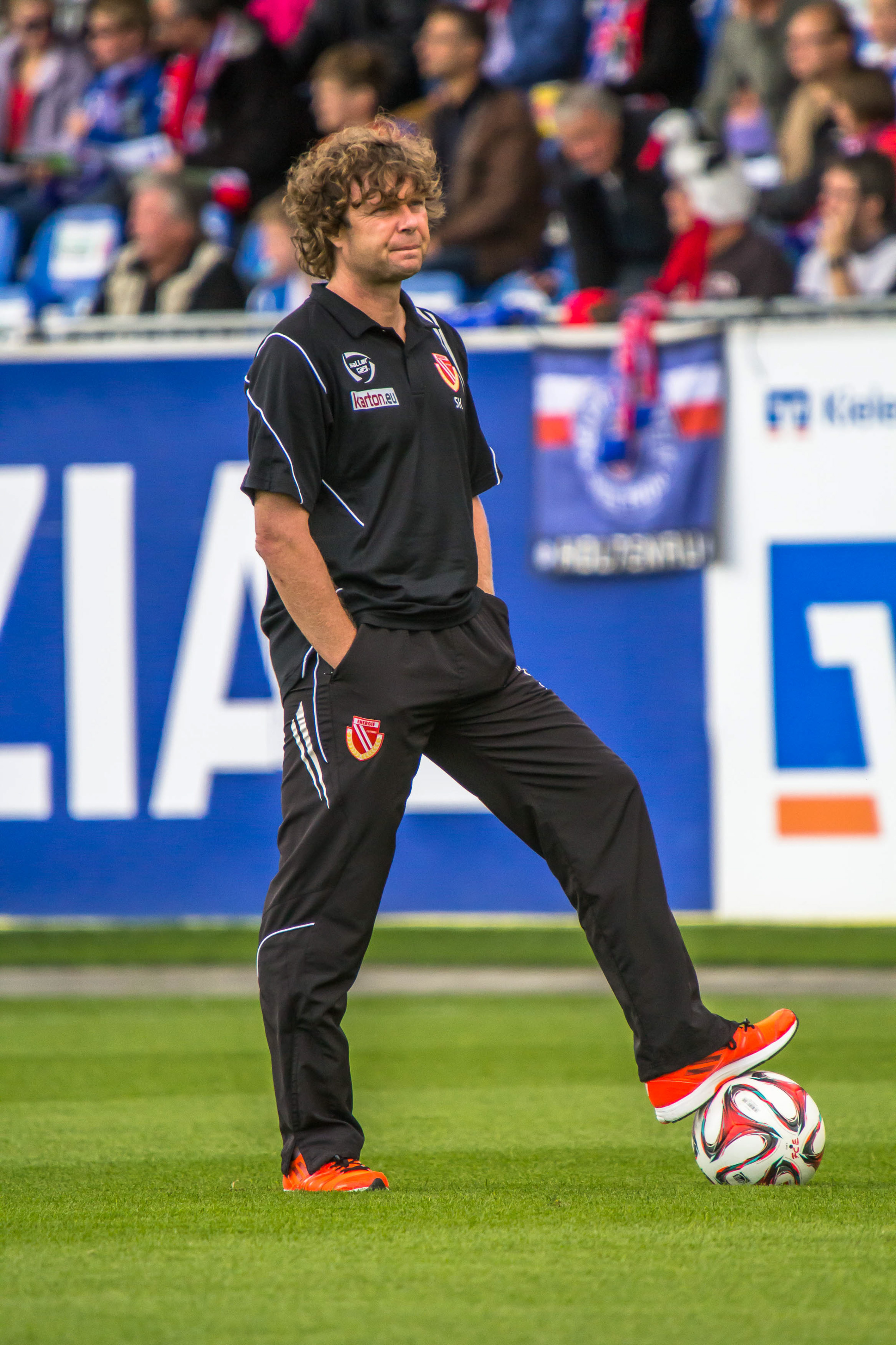
Stefan Krämer (* 1967)

- Kramer, Stefan (* 1970), österreichischer Informatiker und Hochschullehrer
- Krämer, Steffen (* 1963), deutscher Kunsthistoriker
- Kramer, Stepfanie (* 1956), US-amerikanische Schauspielerin
- Kramer, Stephan J. (* 1968), deutscher politischer Beamter, ehemaliger Generalsekretär des Zentralrates der Juden in DeutschlandStephan J. Kramer (* 1968)

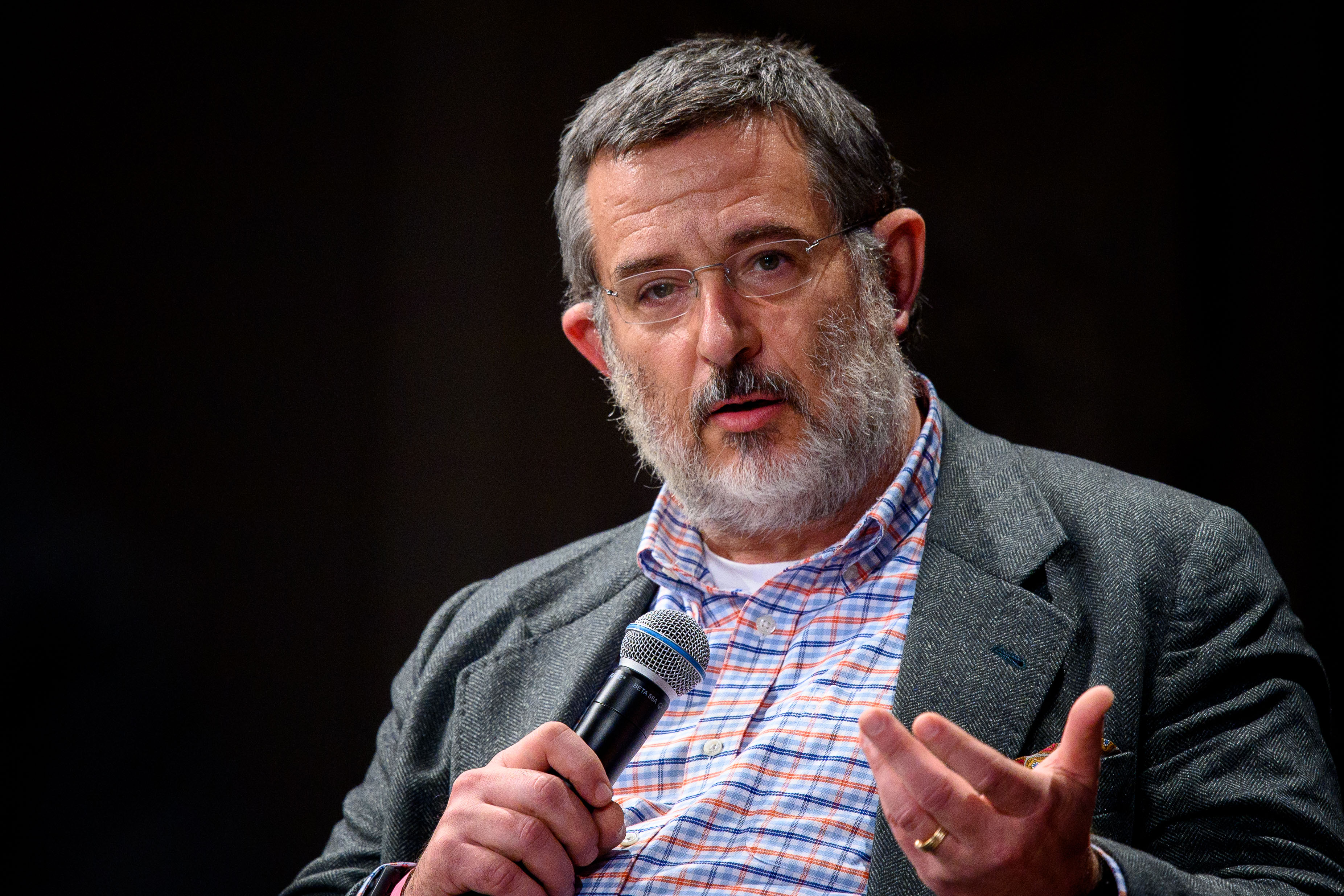
Stephan J. Kramer (* 1968)

- Krämer, Stephanie (* 1990), deutsche Fußballspielerin
- Kramer, Su (* 1946), deutsche Sängerin, Komponistin und Texterin
- Kramer, Susan, Baroness Kramer (* 1950), britische Managerin und Politikerin (Liberal Democrats), Mitglied des House of Commons
- Kramer, Sven (* 1961), deutscher Literatur- und Kulturwissenschaftler
- Kramer, Sven (* 1968), deutscher Schauspieler, Drehbuchautor und Regisseur
- Kramer, Sven (* 1986), niederländischer Eisschnellläufer
- Krämer, Sybille (* 1951), deutsche Philosophin, Professorin für theoretische Philosophie

###### Kramer, T
- Krämer, Tanja (* 1978), deutsche Journalistin
- Kramer, Theodor (1876–1921), deutscher Verwaltungsjurist, Landrat in Ostpreußen und Pommern
- Kramer, Theodor (1897–1958), österreichischer Lyriker
- Kramer, Theodor (1899–1980), deutscher katholischer Geistlicher, Domkapitular, Historiker und Archivar
- Kramer, Theodor von (1852–1927), deutscher Architekt und bayerischer Baubeamter
- Krämer, Thomas (* 1952), deutscher Musiktheoretiker, Komponist und Dirigent
- Kramer, Thomas (* 1959), deutscher Literaturwissenschaftler
- Kramer, Thorsten (* 1962), deutscher Ingenieur und Manager
- Krämer, Thorsten (* 1971), deutscher Schriftsteller
- Kramer, Tim (* 1995), Schweizer Unihockeyspieler
- Krämer, Torben (* 1974), deutscher Schauspieler

###### Kramer, U
- Kramer, Urs (* 1971), deutscher Jurist, Professor für Öffentliches Recht an der Universität Passau
- Kramer, Ursula (* 1960), deutsche Musikwissenschaftlerin
- Krämer, Uschi (1933–2010), deutsche Lehrerin, Journalistin und niederdeutsche Autorin
- Krämer, Ute (* 1969), deutsche Pflanzenphysiologin und Hochschullehrerin
- Kramer, Uwe (* 1958), deutscher Schauspieler, Hörspiel- und Synchronsprecher

###### Kramer, V
- Kramer, Viola (* 1960), deutsche Pianistin und Komponistin
- Krämer, Volker (1943–1999), deutscher Fotograf
- Krämer, Volker (1955–2011), deutscher Schriftsteller

###### Kramer, W
- Krämer, Waldemar (1932–2017), deutscher Maler und Grafiker
- Krämer, Walter (1892–1941), deutscher Politiker (KPD), Widerstandskämpfer und NaziopferWalter Krämer (1892–1941)

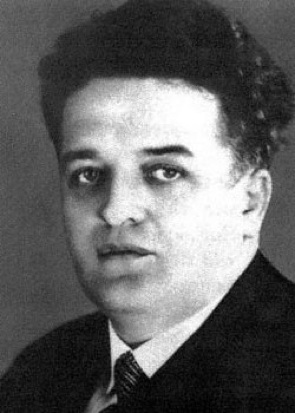
Walter Krämer (1892–1941)

- Kramer, Walter (1902–1990), deutscher Gold- und Silberschmied
- Kramer, Walter (1903–1983), deutscher Politiker (NSDAP), MdR, MdL
- Krämer, Walter, deutscher Fußballspieler
- Krämer, Walter (* 1948), deutscher Ökonom und HochschullehrerWalter Krämer (* 1948)

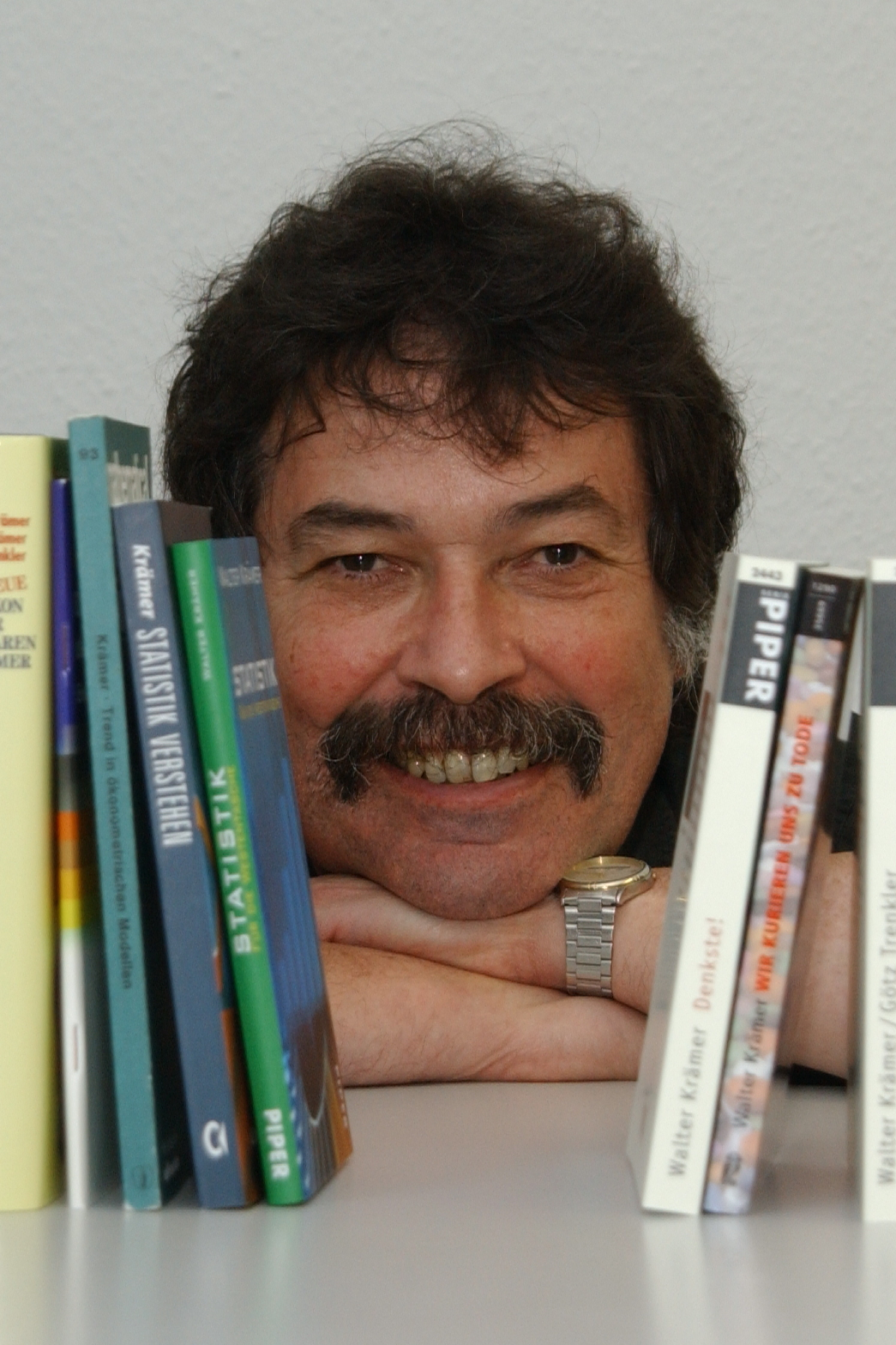
Walter Krämer (* 1948)

- Kramer, Walter R. (1914–1995), US-amerikanischer Badmintonspieler
- Kramer, Wayne (1948–2024), US-amerikanischer Gitarrist, Sänger und Komponist
- Kramer, Wayne (* 1965), südafrikanischer Regisseur und Drehbuchautor
- Krämer, Werner (1913–1981), deutscher SS-Hauptscharführer
- Krämer, Werner (1917–2007), deutscher Archäologe
- Kramer, Werner (* 1930), Schweizer Theologe
- Krämer, Werner (1940–2010), deutscher Fußballspieler
- Krämer, Werner (1940–2025), deutscher Sozialethiker
- Krämer, Willi (1926–2015), deutscher Sportjournalist
- Krämer, Willi (* 1930), deutscher Fußballspieler
- Kramer, Willi (* 1949), deutscher Archäologe
- Kramer, William (1884–1964), US-amerikanischer Langstreckenläufer
- Kramer, Willy (1880–1940), deutscher Verwaltungsjurist
- Krämer, Wolfgang (1885–1972), deutscher Philologe und Historiker
- Kramer, Wolfgang (* 1942), deutscher Spieleautor
- Kramer, Wolfgang D. (1930–2015), deutscher Politiker (CDU), MdHB

###### Kramer, Y
- Kramer, Yep (* 1957), niederländischer Eisschnellläufer

##### Kramer-

###### Kramer-B
- Krämer-Badoni, Rudolf (1913–1989), deutscher Schriftsteller
- Krämer-Bannow, Elisabeth (1874–1945), deutsche Völkerkundlerin

###### Kramer-F
- Kramer-Fitzgerald, Hilde (1900–1974), deutsche Vertreterin der Arbeiterbewegung und britische Sozialarbeitswissenschaftlerin
- Kramer-Friedrich, Susanne (1935–2021), Schweizer Studienleiterin und Publizistin

###### Kramer-G
- Kramer-Glöckner, Josefine (1874–1954), österreichische Volksschauspielerin, Soubrette und Sängerin (Sopran)
- Krämer-Gulbin, Ingrid (* 1943), deutsche WasserspringerinIngrid Krämer-Gulbin (* 1943)

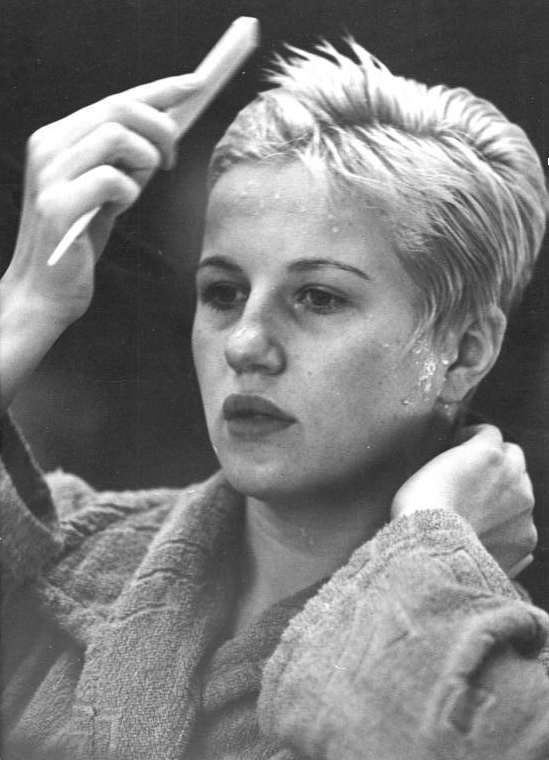
Ingrid Krämer-Gulbin (* 1943)

###### Kramer-H
- Krämer-Hoppe, Rike (* 1981), deutsche Rechtswissenschaftlerin und Hochschullehrerin

###### Kramer-P
- Kramer-Postma, Mariska (* 1974), niederländische Triathletin

##### Krameri
- Kramérius, Václav Matěj (1759–1808), tschechischer Schriftsteller und Verleger

##### Kramers
- Kramers, Hendrik Anthony (1894–1952), niederländischer Physiker
- Kramers, Johannes Hendrik (1891–1951), niederländischer Islamwissenschaftler

#### Krames
- Krames, Josef (1897–1986), österreichischer Mathematiker

### Kramk
- Kramkow, Dmitri (* 1964), russischer Mathematiker

### Kraml
- Kraml, Elisabeth (* 1960), österreichische Skirennläuferin
- Kraml, Hans (* 1950), österreichischer römisch-katholischer Theologe
- Kraml, Johann (* 1951), oberösterreichischer Politiker (SPÖ) und Bundesrat
- Kraml, Karin (* 1961), österreichische Journalistin und Politikerin (LIF), MdEP
- Kraml, Martina (* 1956), österreichische Theologin und Hochschullehrerin
- Kraml, Peter (1947–2017), österreichischer Maler, Kunsterzieher, Kultur-Journalist und -publizist sowie Ausstellungsmacher
- Kraml, Sabine (* 1971), österreichische Physikerin
- Kraml, Thomas (* 1981), österreichischer Tänzer
- Kramlovsky, Beatrix (* 1954), österreichische Schriftstellerin

### Kramm
- Kramm, Beatrice (* 1965), deutsche Film- und Fernsehproduzentin
- Kramm, Bruno (* 1967), deutscher Musiker, Musikproduzent, IT-Unternehmer und Politiker (Bündnis 90/Die Grünen, Piratenpartei)
- Kramm, Charlotte (1900–1971), deutsche Schauspielerin und Synchronsprecherin
- Kramm, Eva-Maria, deutsche Fernsehansagerin und Moderatorin
- Kramm, Hannelore (1942–2023), österreichische Schlagersängerin und SchauspielerinHannelore Kramm (1942–2023)

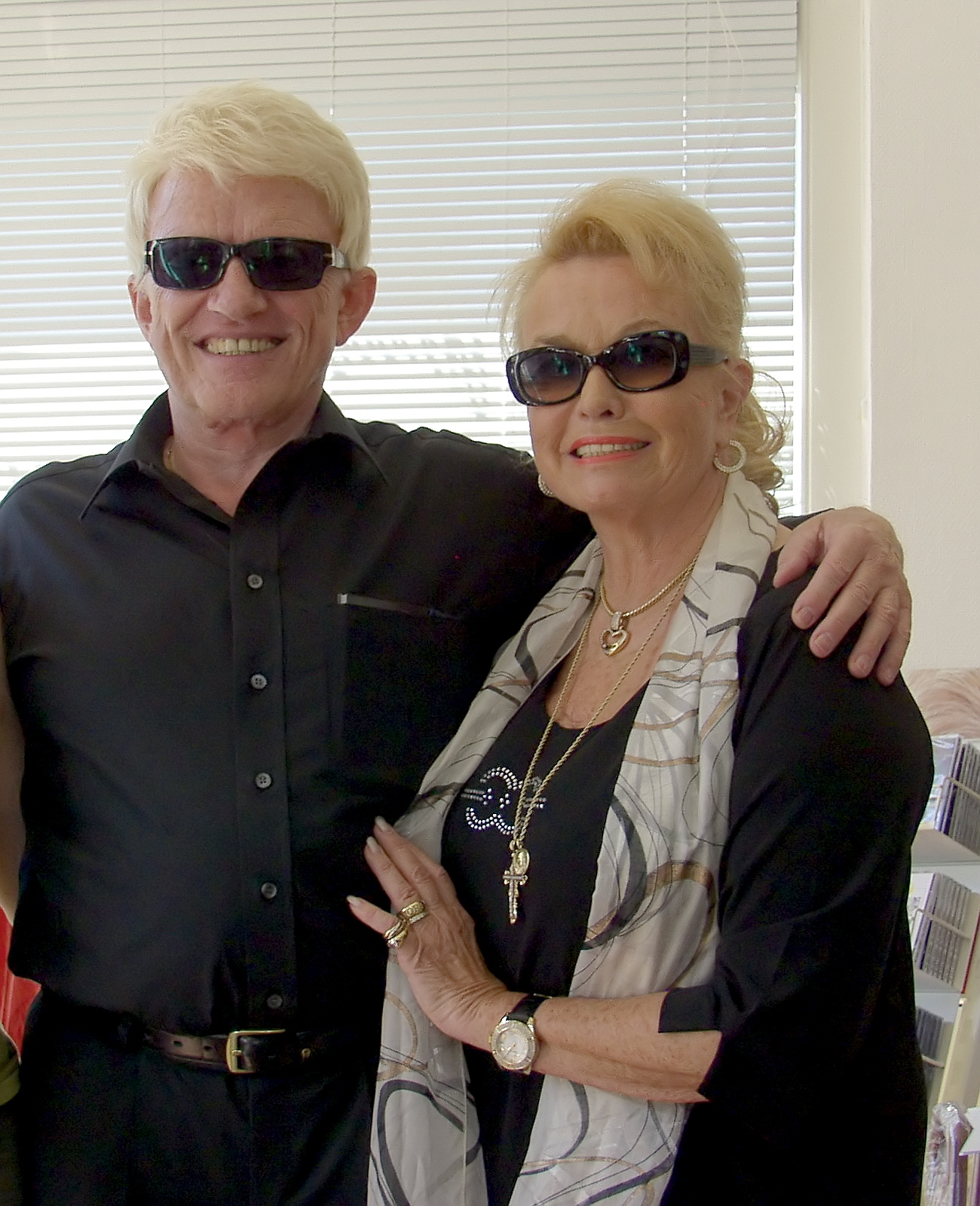
Hannelore Kramm (1942–2023)

- Kramm, Heinrich (1815–1863), deutscher Landrat
- Kramm, Heinrich (1906–1991), deutscher Bibliothekar
- Kramm, Herma (1920–1998), deutsche Chorleiterin und Musikpädagogin
- Kramm, Joseph (1907–1992), US-amerikanischer Dramatiker, Drehbuchautor, Schauspieler und Regisseur
- Kramm, Raffaello (* 1970), deutscher Schauspieler
- Kramm, Rüdiger, deutscher Architekt und Hochschullehrer
- Kramm, Ulrike, deutsche Chemikerin und Hochschullehrerin
- Kramm, Waltraut (* 1931), deutsche Schauspielerin
- Kramm, Willy (1884–1945), deutscher Kommunalpolitiker, Bezirksbürgermeister von Berlin-Tempelhof
- Kramme, Anette (* 1967), deutsche Politikerin (SPD), MdBAnette Kramme (* 1967)

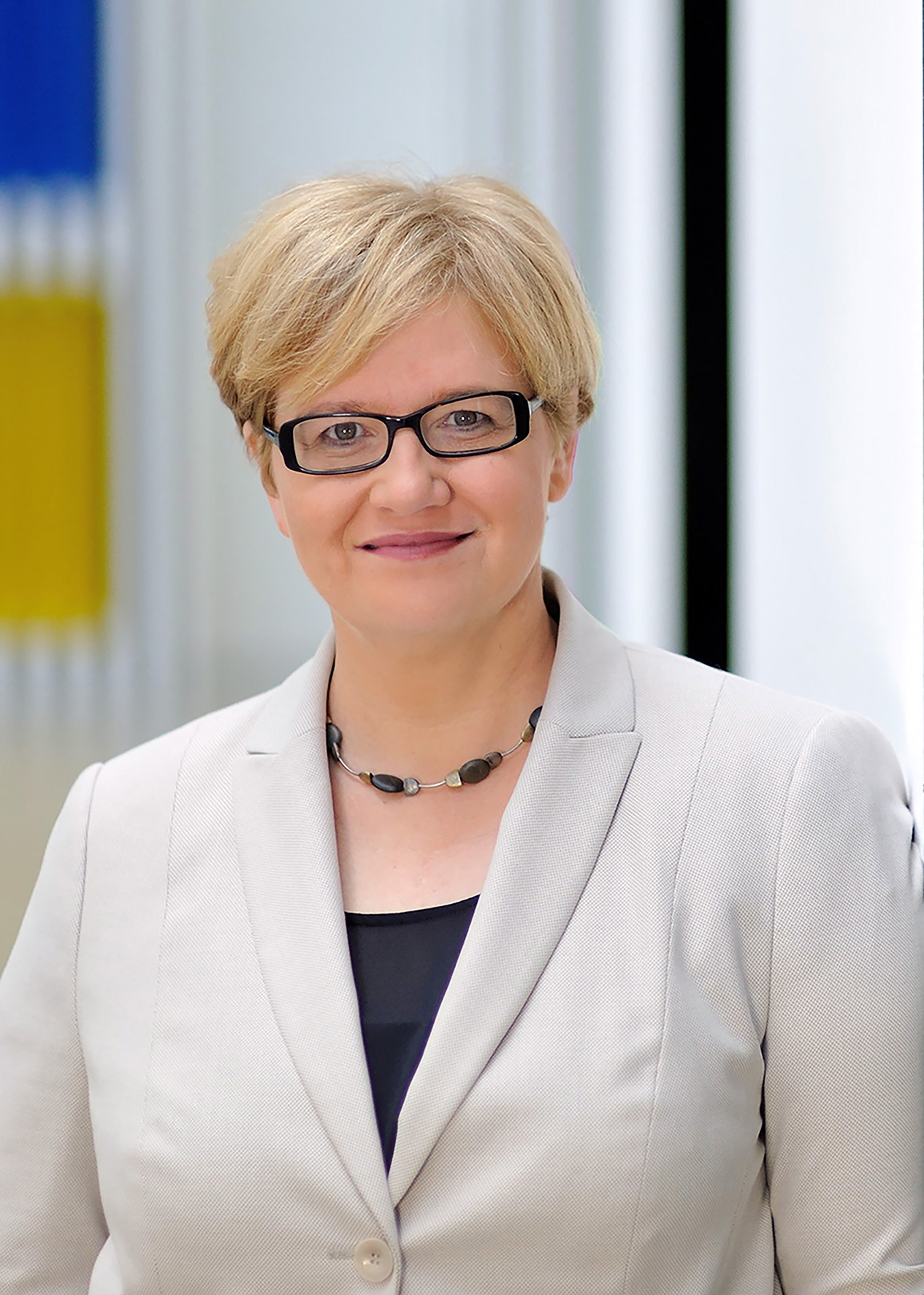
Anette Kramme (* 1967)

- Kramme, Benjamin (* 1982), deutscher Schauspieler
- Krammel, Werner (* 1949), deutscher Schwimmer
- Krämmer, Andreas (* 1959), deutscher Bildhauer
- Krämmer, Bastian (* 1992), deutscher Eishockeyspieler
- Krammer, Christa (* 1944), österreichische Politikerin (SPÖ), Abgeordnete zum Nationalrat, Mitglied des Bundesrates
- Krammer, Christine (* 1943), österreichische Politikerin (SPÖ), Landtagsabgeordnete
- Krammer, Daniela (* 1968), österreichische Musikerin und Saxophonistin
- Krammer, David (* 1988), deutscher Handballspieler
- Krammer, Florian (* 1982), österreichischer Biotechnologe und HochschullehrerFlorian Krammer (* 1982)

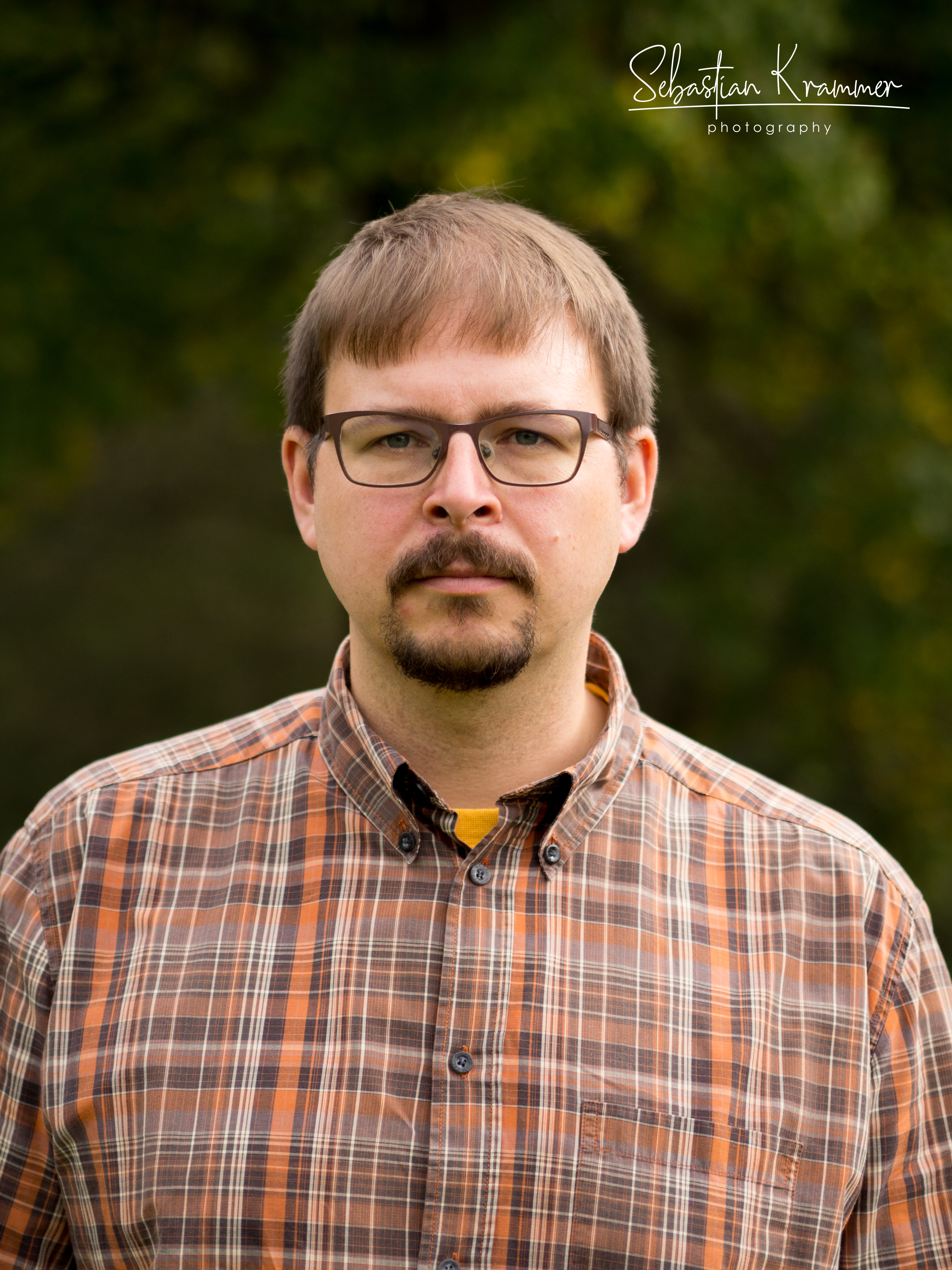
Florian Krammer (* 1982)

- Krammer, Franz (1748–1818), Theologe, Domherr und Hochschullehrer
- Krammer, Franz (1798–1835), österreichischer Maler und Lithograf
- Krammer, Franz (1890–1975), österreichischer Politiker (SPÖ), Landtagsabgeordneter im Burgenland
- Krammer, Gerhard (* 1965), österreichischer Komponist
- Krammer, Heribert, österreichischer Sportfunktionär und Unternehmer
- Krammer, Josef (* 1967), österreichischer Politiker (FPÖ)
- Krammer, Karl (1909–1967), österreichischer Kaufmann und Politiker (SPÖ), Abgeordneter zum Nationalrat, Mitglied des Bundesrates
- Krammer, Kristin (* 2002), österreichische Fußballspielerin
- Krammer, Margit, österreichische bildende Künstlerin, Cartoonistin und Illustratorin
- Krammer, Mario (1880–1953), deutscher Historiker
- Krammer, Martin (* 1964), österreichischer Designer, Bildhauer und Lehrer
- Krammer, Michael (* 1960), österreichischer Manager
- Krämmer, Nico (* 1992), deutscher Eishockeyspieler
- Krammer, Oliver (* 1966), österreichischer Musiker und Schlagzeuger
- Krammer, Otto (1903–2007), österreichischer Ministerialbeamter und Studentenhistoriker
- Krammer, Peter H. (* 1946), deutscher Immunologe
- Krammer, Placidus († 1697), Benediktiner und Abt der Abtei Niederaltaich
- Krammer, Reinhard (1949–2017), österreichischer Historiker
- Krammer, Rudolf (1929–2004), österreichischer Fußballspieler
- Krammer, Stefan (* 1972), österreichischer Germanist und Literaturwissenschaftler
- Krammer, Thomas (* 1983), österreichischer Fußballspieler
- Krammer, Werner (* 1968), österreichischer Politiker (ÖVP), Bürgermeister der Statutarstadt Waidhofen an der Ybbs
- Krammig, Karl (1908–1991), deutscher Politiker (CDU), MdBB, MdB

### Kramn
- Kramnik, Wladimir Borissowitsch (* 1975), russischer Schachgroßmeister und SchachweltmeisterWladimir Borissowitsch Kramnik (* 1975)

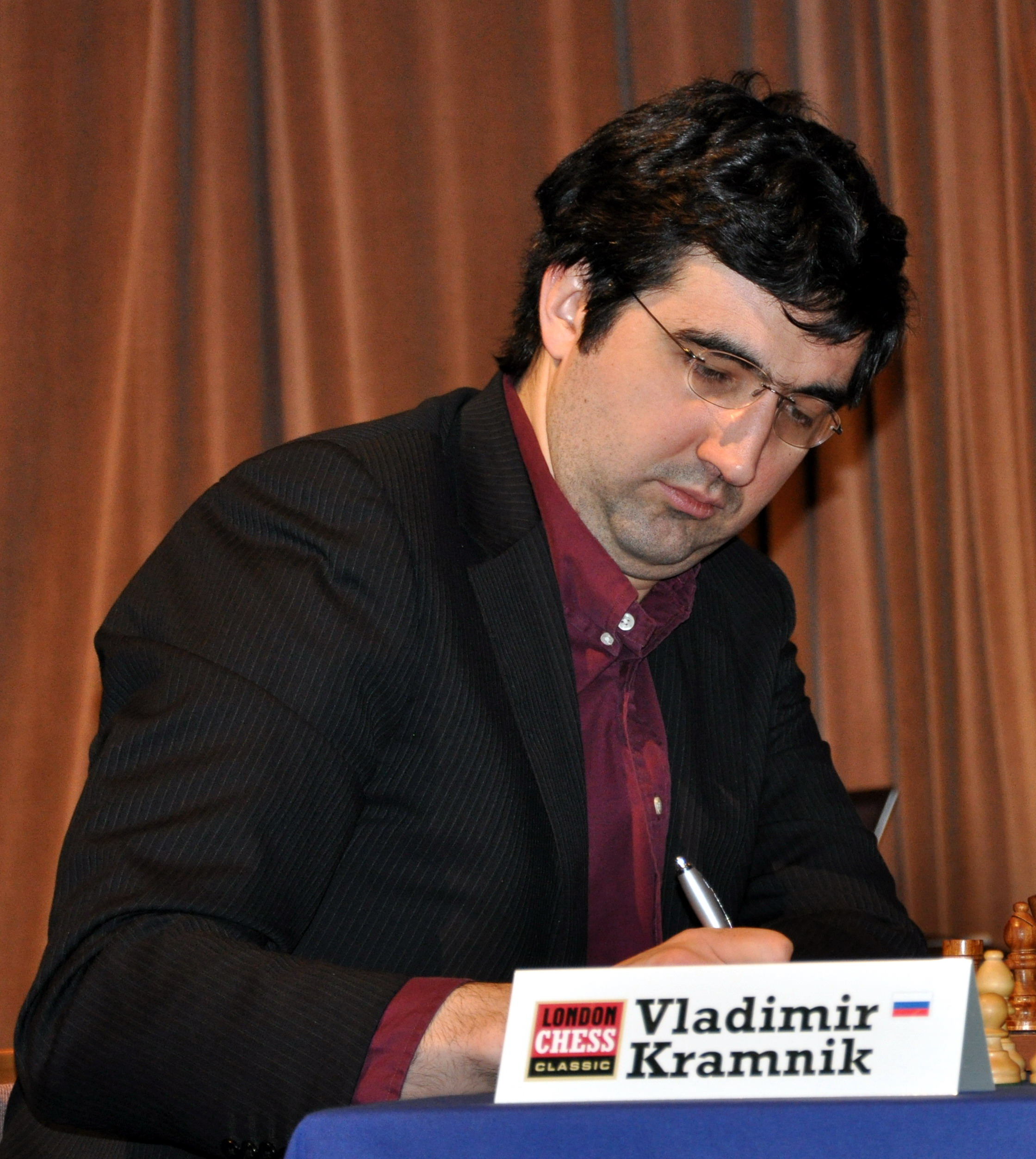
Wladimir Borissowitsch Kramnik (* 1975)

- Kramny, Jürgen (* 1971), deutscher Fußballspieler und -trainer

### Kramo
- Kramo, Marie-Ange (* 1979), französische Fußballspielerin
- Kramo-Lanciné, Fadika (1948–2022), ivorischer Regisseur, Autor und Filmschaffender
- Kramolín, Josef (1730–1802), Barockmaler
- Kramosta, Kai (* 1984), deutscher Komiker und Autor

### Kramp
- Kramp, Burkhard (* 1945), deutscher HNO-Arzt
- Kramp, Christian (1760–1826), französischer Arzt, Mathematiker und Physiker
- Kramp, Horst (1931–2010), deutscher Manager und Präsident der IHK Berlin
- Kramp, Joachim (1956–2011), deutscher Filmkaufmann, Autor und Filmpublizist
- Kramp, Josef (1886–1940), deutscher Jesuit und Theologe
- Kramp, Louis (1804–1871), deutsch-französischer Grafiker, Lithograf, Kalligraf und Unternehmer
- Kramp, Mario (* 1961), deutscher Kunsthistoriker
- Kramp, Paul Lassenius (1887–1975), dänischer Zoologe
- Kramp, Peter (1911–1975), deutscher Anthropologe und Hochschullehrer
- Kramp, Ralf (* 1963), deutscher Autor, Karikaturist, Archivar und Verleger
- Kramp, Willy (1909–1986), deutscher Schriftsteller
- Kramp, Wolfgang (1927–1983), deutscher Pädagoge und Didaktiker
- Kramp-Karrenbauer, Annegret (* 1962), deutsche Politikerin (CDU), MdB, MdLAnnegret Kramp-Karrenbauer (* 1962)

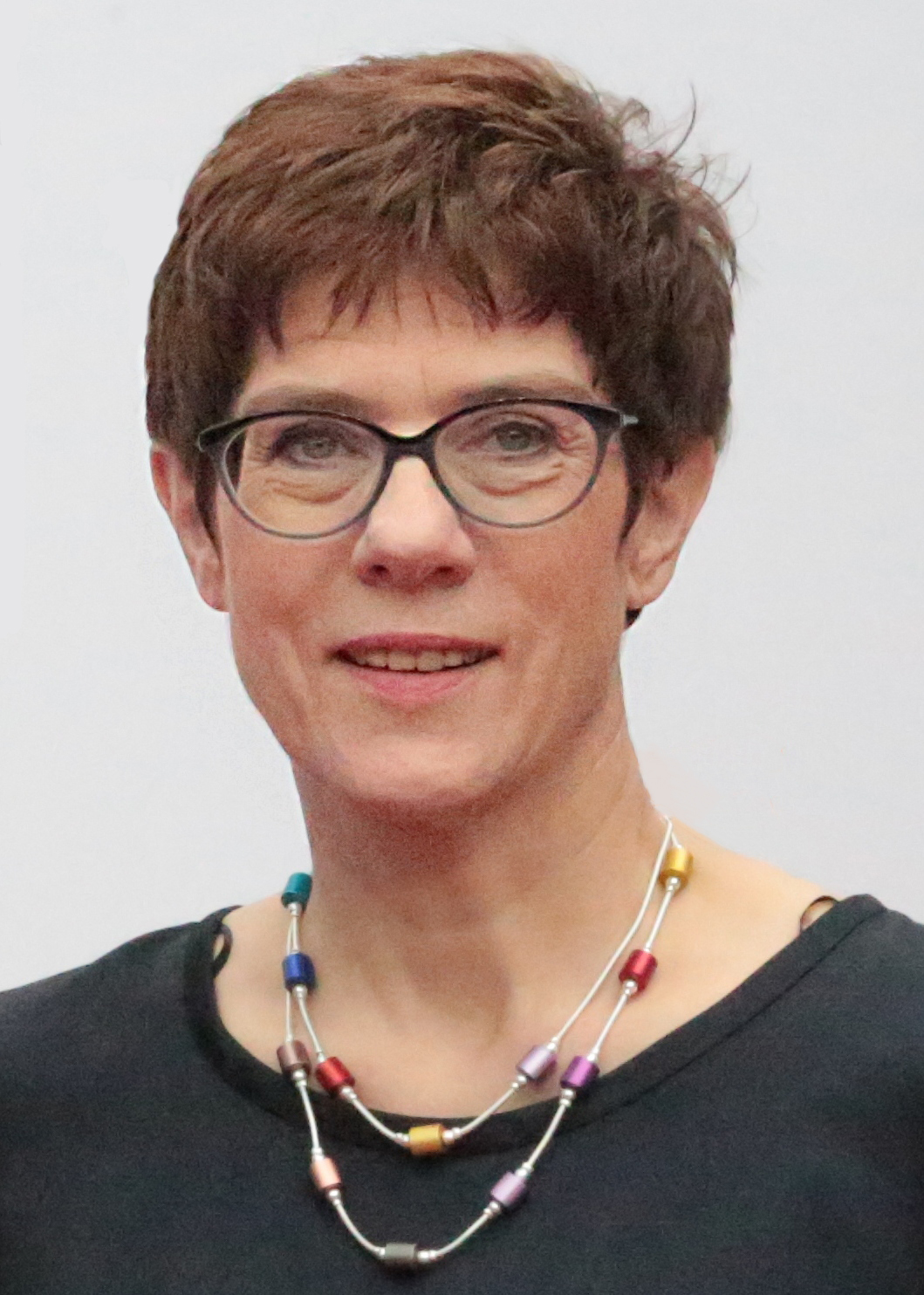
Annegret Kramp-Karrenbauer (* 1962)

- Krampe, Alexander (* 1967), deutsch-österreichischer Arrangeur und Komponist
- Krampe, Ariane (* 1961), deutsche Produzentin
- Krampe, Arnold (1910–1983), deutscher Verwaltungsjurist, Landrat und Oberkreisdirektor
- Krampe, Christoph (* 1943), deutscher Rechtswissenschaftler, Rechtshistoriker und Hochschullehrer
- Krampe, Florian (* 1980), deutsch-schwedischer Politikwissenschaftler
- Krampe, Fritz (1913–1966), deutscher Maler und Grafiker
- Krampe, Gerhard (1891–1980), deutscher Politiker (CDU), MdL
- Krampe, Hans-Dieter (1937–2019), deutscher Fußballspieler
- Krampe, Johann Christian (1774–1849), deutscher Opernsänger (Bass), Theaterschauspieler, -regisseur und -leiter
- Krampe, Karl (1858–1934), deutscher Bergmann, Winkelier und Mundartdichter
- Krampe, Robert (* 1980), deutscher Komponist
- Krampe, Samanta (* 2003), lettische Skilangläuferin
- Krampe, Wilhelm (* 1842), deutscher Turner und Turnpädagoge
- Krampe, Wilhelm (1925–1986), deutscher Politiker (CDU), MdL, MdB
- Krampen, Günter (1950–2023), deutscher Psychologe
- Krampen, Martin (1928–2015), deutscher Designer, Künstler und Semiotiker
- Kramper, Peter (* 1975), deutscher Historiker
- Kramperová, Kateřina (* 1988), tschechische Tennisspielerin
- Krampf, Carl (1863–1910), deutscher Architekt und Bauunternehmer
- Krampf, Franz (1875–1945), deutscher Architekt
- Krampf, Friedrich (1887–1943), deutscher Maler und Hochschullehrer
- Krampf, Günther (1899–1950), österreichischer Kameramann
- Krampflitschek, Hilde (1888–1958), austroamerikanische Individualpsychologin
- Krampitz, Karsten (* 1969), deutscher Schriftsteller und HistorikerKarsten Krampitz (* 1969)

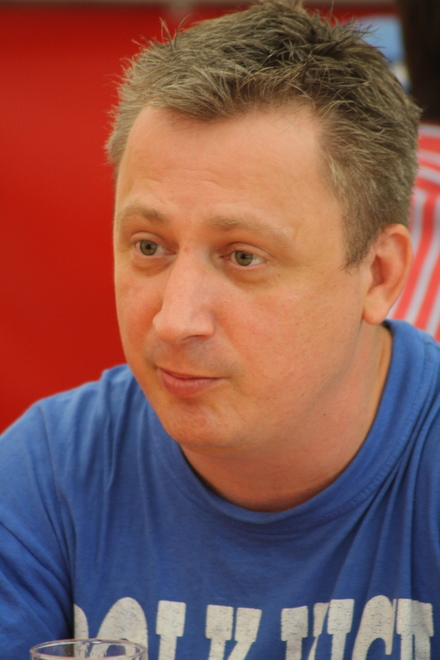
Karsten Krampitz (* 1969)

- Krampitz, Lester O. (1909–1993), US-amerikanischer Mikrobiologe
- Krampitz, Michael (1942–2023), deutscher Fußballspieler
- Krampitz, Reinhold (1932–2017), deutscher Ingenieur und Hochschullehrer
- Krampl, Josef (1864–1953), österreichischer Gutsbesitzer und Politiker
- Krampl, Lorenz (1835–1912), österreichischer Landwirt und Politiker, Landtagsabgeordneter
- Krampl, Mia (* 2000), slowenische Sportkletterin
- Kramplová, Zdenka (* 1957), slowakische Politikerin, Mitglied des Nationalrats
- Krampol, Jiří (1938–2025), tschechischer Schauspieler, Komiker, Moderator und Synchronsprecher
- Krampol, Karl (1928–1997), deutscher Verwaltungsjurist
- Kramps, Wilfried (1939–2017), deutscher Politiker (SPD), MdL

### Kramr
- Kramreiter, Robert (1905–1965), österreichischer Architekt
- Kramreither, Anthony (1926–1993), österreichischstämmiger Filmproduzent und Schauspieler in Kanada
- Kramrisch, Stella (1896–1993), kosmopolitische Kunsthistorikerin

### Krams
- Krams, Arthur (1912–1985), US-amerikanischer Artdirector und Szenenbildner
- Krams, Louisa (* 1997), deutsche Volleyballspielerin
- Krams, Richard (1920–1998), deutscher Berufspädagoge, Direktor eines Chemieunternehmens (SED), MdV
- Kramskoi, Iwan Nikolajewitsch (1837–1887), russischer Maler, Pädagoge und KunstkritikerIwan Nikolajewitsch Kramskoi (1837–1887)

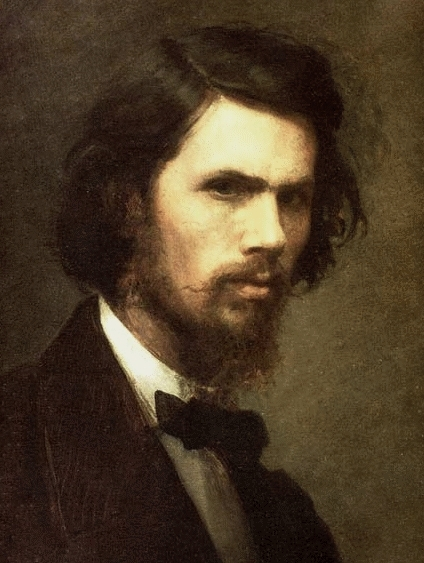
Iwan Nikolajewitsch Kramskoi (1837–1887)

- Krámský, Otakar (1959–2015), tschechischer Bergrennfahrer im Automobilsport
- Kramß, Andreas (* 1962), deutscher Leichtathlet
- Kramsta, Georg Gottlob (1782–1850), deutscher Leinenfabrikant
- Kramsta, Marie von (1843–1923), deutsche Mäzenatin und Wohltäterin
- Kramsztyk, Izaak (1814–1889), polnischer Rabbiner, Publizist und Patriot
- Kramsztyk, Roman (1885–1942), polnischer Maler